# 星のカービィ デデデでプププなものがたりの登場キャラクター
「星のカービィ デデデでプププなものがたり」の登場キャラクター（ほしのカービィ デデデでプププなものがたり のとうじょうキャラクター）ではひかわ博一の漫画作品『星のカービィ デデデでプププなものがたり』に登場するキャラクターを記述する。

## メインキャラクター
主人公のカービィをはじめ、デデデ大王やポピーブロスSr.、カービィの仲間たちについて詳述する。

### カービィ
本作の主人公。宇宙一の能天気者で、デデデ大王以上に我儘かつ自分勝手な性格。基本的にボケだが、本人もそれなりに酷い目へ遭わされたり他のキャラのボケにズッコケたりもしょっちゅう。中期頃からはたまにツッコミもこなしている。ただし、デデデやポピーのように派手なものではなく冷静にツッコむのがほとんど。
語尾に「〜ペポ」などを用い、「ペポーイ」「ポペ?」「ムペペ〜」といった言葉で感情を表現することもある。ヤンキー・熱血教師・板前など、他のキャラクターや職業人に扮する際はほぼ使わない。星座はおほし座。一人称は「ぼく」だが女装や記憶喪失の時は「わたし」、不良時は「オレ」を用いていた。
出自に関しては、公式設定と同様明らかにされていない。両親はいないことが確かであるものの（7巻）、彼の出生に関するエピソードは本作で描かれていない。
趣味・嗜好
趣味は食べることと歌うこと。食に関しては口では少しだけと言いつつ人の弁当やおやつを横取りしたりキャラクターが食べ物を持っていると強請る他、定食屋などではほぼ食い逃げしている。それが原因で大食い・早食い大会では確実に優勝してしまうためいつも断られ、定食屋も出入り禁止にされている。ただ、仲間やゲストキャラクターと同伴の場合は禁止されない。食べ物の中でも特にリンゴやトマトは大好きで、嫌いなものは全くと言っていいほど無く暴飲暴食という点を除けば偏食もしないが（8巻でお爺さんにされた際は塩分に対して注文をつけたり、「夜ふかしは体に悪い」と早寝早起きを心がけたり、ダンス教室に通ったり、散歩やジョギングへ勤しむなど健康に気を遣っていたが持ち前の食べっぷりは一切変わっていなかった）、わさび入り寿司や激辛おかゆなど辛いものは苦手な他、アドレーヌとリボンの作ったゲテモノじみたデザートには嫌悪感を露わにしていた。14巻では焼肉屋やお好み焼き屋などをハシゴして合計230人前も食べた末に満腹状態となった（当初は夏バテによる食欲不振と誤解されていた）時には「冷たいデザートなら何とか食べられる」と発言していたため、別腹は存在する。ゲームではいくら食べても太ることはない（7巻でも「ぼくは太らないペポ」と自負している節がある）が、作中では大量に食べるか数回おかわりすれば一瞬で肥大化するのもしばしば。なお、一度間違えて隕石を飲み込んでいたこともあった。食べたものは食べ物でも消化されないため、同様の理由で牢屋に閉じ込められようが予め吸い込んでおいた家具を取り出すことで快適な空間を作れる。17巻では断食に挑戦したものの、デデデが目の前で大食いに挑戦して空腹感を煽ったのも原因とはいえ短時間でギブアップした。あらゆるものやキャラを食べ物と早合点して食べようとするのは日常的（花火を飴玉(7巻)、グーイをおにぎり(9巻)など）。
歌はとてつもなく音痴（カービィの歌が録音されたCDが四散するほど）でその描写として歌っているフォントが手描きのギザギザしたものであり、これで多くの住民を苦しめてきた（一度のみ、デデデを感動させるため蚊の鳴くような声で歌った(15巻)）。だが、場合によっては歌っても周りが苦しむ様子を見せないこともある。雪崩（2巻）・地割れ（3巻）・建物崩壊・器物損壊など、彼の歌による被害は甚大なものとなっている。だが本人は自画自賛しており密かに歌手を目指していた他、自身の歌を聴いて涙を流したこともある（ただし14巻では、サスケに「どんなことでも我慢できるんだよね?」と一言断ってから歌っているため、自らの歌が他人にとって有害というのは認識できている様子）。本気でアイドルを目指したこともあり、7巻では芸能プロダクションのオーディションにて最終審査までこぎ着けるも歌の審査だったことで、案の定落選した（というよりつまみ出された）。レパートリーは演歌から童謡、J-POPまで多岐に渡る（ほとんどは替え歌）。25巻11話でデデデと中身が入れ替わった際に披露した歌では観衆の苦しむ様子はなく、「カービィみたいにヘタクソ…」と言われただけだったので殺傷力のある歌はカービィの身体でなければ歌えない。14巻でデデデに「食べ過ぎたり歌ったりキャラを吸い込んだりするとたらこ唇になる」という嘘の前触れを吹き込まれた時はそれを信じて口を塞いでみたものの、やがて禁断症状を引き起こし食べつくして歌いまくっての吸い込み放題でプププランドを崩壊にまで追いやった（デデデ曰く「口さえ塞がっていれば恐くない」）。ズゴゴ編では実は本気で落ち込んだ時に限り、人々を感動させられる歌を歌えることが判明。動画を投稿すれば瞬く間に100万再生を突破、メディアをも巻き込んだ一大ブームとなった末に念願の歌手デビューを果たすも、その間に元気を取り戻して元の壊滅的な歌唱力に戻ったため公の場でいつもの歌声をよりにもよってフルバージョンで披露し、当然のように歌手デビューは白紙撤回された。
暇な時や陽気のいい日は決まって昼寝するなど、寝ることも好む。寝起きはとても不機嫌で周りからの睡眠妨害を蛇蝎の如く嫌っており、邪魔されるとコピー能力を用いて暴走あるいは起こそうとした相手を半殺しにする。9巻ではスリープをコピーして就寝していたが、基本的に寝付きは良い方で床に就くとすぐさま眠ってしまう。寝ぼけたままコピー能力を発動したり、大声で歌ったり、近くにいたキャラを食べようとすることもある。
性格
かなり頭が悪く、特に算数はめっぽう苦手で「1+1」「2+3」などの簡単な1桁の足し算もできない。漢字も苦手とし、24巻でニュースキャスターを務めた際は全文字平仮名のカンペを用意してもらっていた。しかし、5巻や14巻では流暢な英語を披露していた。字は汚く絵画や彫刻も下手だが、自画像は自身の絵描き歌（初代『星のカービィ』テレビCM及び『星のカービィ 夢の泉の物語』オープニングで使われたもの）に乗せれば綺麗に描ける（3巻）。記憶力も乏しく、1巻でチービィにスターロッドが重要なものであることを忘れたのかと諌められてあっさり肯定したり、7巻では爪楊枝を探そうと外に出て間もなく探していた目的を忘れたりするほどだが、過去の食事の献立はきちんと覚えている（デデデ曰く「食べ物に関してはほんとすごいな」）。また、単純さ故に嘘を信じたり騙されて従ったりするのがほとんど（エイプリルフールでは主に食べ物関連の嘘には頻繁に騙され、20巻で克服してもデデデが試しに言った「プププスーパーが店ごと無料になった」嘘にいとも容易く引っかかった）。12巻で「ヤジュウダケ」という毒キノコを食べて獰猛な野獣と化した際、リックが用意した薬草入りの弁当を警戒して食べなかった時にはクーから「野生の方がかしこいぞ…」と言われた。
悩みがこれといって無いのが悩みで、物事に関して深く考える機会はあまりなく二者択一を迫られてもあっさりと決めてしまうのは日常茶飯事。3巻ではデデデとの選挙にて半ば強引ではあったが勝利し大王に、17巻では熱に浮かされたデデデの書付により次期大王となったがいずれも最終的には辞退している（前者は城を改装したりおもちゃ屋や飲食店を建設したりで大赤字になり住民から赤字請求をせがまれ嫌気が差す、後者はデデデも正式に後釜への任命を決意するも「大王という立場は危険だし悲惨」という理由から）。その反面、おみくじで大凶を引いた(実際はデデデにすり替えられた)時は何かにつけてすぐ落ち込む（8巻）、独りきりで暗室に閉じ込められると寂しがる（19巻）など子供らしくナイーブな面も持つ。
本人は無自覚であるものの人遣いが荒く、リックやクーをタクシーのように扱うことが多い。23巻では隣町へ急ぎで行く際には「友達を使います」と自分でも言っている。また、デデデにマナー知らずと皮肉られるほど礼儀がなっていないが、18巻や23巻ではスパイニーやコックンの指導によって礼儀作法を身につけている（だが厳密には「マナーの良い問題児」になっただけ）。必要以上に気合を入れすぎると反動で無気力になってしまう（22巻・25巻など）。
無邪気かつポジティブ思考故にお化けや怪物には全然物怖じせず、雪崩や洪水などの自然災害が起きても遊び感覚で楽しむ（チービィからは「こいつは神経どうなってんだ…」と言われている）。ただしオチなどで満身創痍と化したデデデ、目前へ飛んできたゴキブリ、勝手に動く味噌汁のお椀といった現実的な対象物に恐怖を覚える描写はある。そして公式設定同様毛虫は大の苦手であり、間違って吸い込んでしまった時には難病に罹ったほど。ただしチョウの幼虫は平気で、羽化するまで育てあげたことがある（4巻）。
泥酔すると、デデデもタジタジとなるほど気性が荒くオヤジ臭い態度に豹変する。14巻では大人に憧れる一面を見せ、度々シングルファザーを気取ったりサラリーマンや政治家を意識した表現を用いたりブラックジョークに近いギャグを放ったりすることも。
性欲の強い一面があり、5巻でブラジャーをアイマスクとして着用した際には鼻血を出しつつ興奮したり、「ハイテク」を「パイタク」と聞き間違えたりした。ハイレグやレオタードを着用したり、アムラーに挑戦したり（リックから疑られるもなぜかシムラーになった）、ロミオとジュリエットのジュリエットになりきったり（その際リック・カイン・クーには不評だったが、なぜかデデデは後ろ姿を見ただけで一目惚れしてしまった）など女装癖も見られる。おとぎ話のパロディ回でも頻りに女性役を演じている。デデデが赤ちゃんと化した際には、吸い込んだ空気と付け乳首でおっぱいを再現した。
どちらかといえばサディスティックかつ疫病神に近いトラブルメーカーで、「デデデをファイアで炭にする」「相手を容赦なくしばき倒す」といった酷なことをしかも笑顔でやり、プププランドで発生する事件のうち「99％」は彼が原因で引き起こされたもの（その上デデデに『(カービィが起こす事件は)手に負えない』という理由で完全に匙を投げられている）。事件を求める性質故に何らかの事件が起こると目を輝かせたり（しかし己の行動で騒動を悪化させたり、騒動の発端が自身であったことも多い）、プププランドの平穏さに不服感を抱くこともある。困った住民を助けるつもりで逆に被害を及ぼす行動が多いが、本人は良い行いをしたと勘違いしており一度調子に乗れば周囲の迷惑を全く省みなくなり、酷い場合には周囲が自身の騒動へ巻き込まれたくないがために避ける行動を見て反省するどころか不満を述べることもある。23巻ではこうした度重なる迷惑行為が、「こらまてカービィ〜!」という流行語まで生み出す結果となった。自らの思い通りにならないと脅しをかけたり都合が悪くなると人へ押し付けたりなど傍若無人な行動も多い他、自身の思惑を有利に進めるため裏工作を働いたり騒動の発端が己だと気付いて白を切ろうとするなど、卑怯な一面も見せる。また、自らが騒動を起こしたにも拘らず無責任な発言をすることもある。連載再開後は明け透けに問題発言をしたり、計算ずくで公式のかわいいキャラクターに寄せようとする（通じなければ内心で舌打ち）など腹黒い面も見せるようになっている。このような迷惑行為や我儘ぶりから、デデデを始めとする住民から怒りを買っては仕返しされたり追い回されたりなど、プププランドの住民には専ら嫌われていることが多い。
その反面、自身が泥酔して暴走の限りを尽くした結果花見を台無しにしてデデデを落胆させた際は自らがコピー能力で桜の木になったり（2巻）、予め吸い込んでおいた大量の物を一気に吐き出した弾みでデデデ城を全壊させた時は謝罪と共に修理を手伝おうとする（7巻）など、迷惑行為を自責し心から反省する一面もある。また、池で溺れていた2匹の蟻を助けたり（10巻）、いじめられていたキャピィを応援していじめていた側を撃退する（18巻）など己より小さい者・弱い者を助けようとするヒーロー故の正義感も持ち合わせている。他にはMr.フロスティとチリー（6巻）、リックとナゴ（9巻）による喧嘩の仲裁を買って出るなど他人の醜い争いを放っておけないきらいがある（しかし度の過ぎた行動により、騒ぎを余計に悪化させる）が、自身もデデデと些細なことで頻繁に喧嘩している。受験勉強に勤しむスパイキーを陰ながら応援したり、合格祈願の絵馬を書いてあげたりした（15巻）。デデデ曰く「人に迷惑ばかりかけるけど根はいいやつ」。コロコロアニキでの連載再開後はデデデや住民に迷惑をかける機会は少なくなっており、一人芝居を演じて自滅したり他のキャラに振り回されることが多くなった。時にはオチでデデデから制裁を受ける時もある。
体質
髪を生やすことを目標とし、日夜努力しているもその成果は実っていない。7巻の4コマでは育毛剤を使用したが髪ではなく黴が生えた。毛が生えているキャラに嫉妬することもある。
口の中にはいつも大量の物やキャラなどを入れている。デデデとポピーの調査で口の中には亜空間法則を無視した世界が広がっており、その世界では小さなカービィ（デデデとポピーは「ミクロカービィ」「カービィ菌」と呼んでいた）が暮らしていることも明らかとなった。デデデとポピーはミクロカービィと触れ合ってお土産（カービィが今まで吸い込んだガラクタ）まで貰い、皆に説明したものの周りからは一切信じてもらえなかった。身体は大変健康で（「健康優良児」を自称している）作中で風邪を引いたことはほぼなく腐ったものや異物を食べても平気でいられるも、前述の通り毛虫を間違えて吸い込んでしまった際は原因不明の症状を発病していた。1巻でデデデ、21巻でマリエルたちを吸い込んだ時は気持ち悪がって吐き出していた（後者は『星のカービィ3』の設定に由来する）。
鼻は描かれていないが、鼻血や鼻水を垂らす場面が多く見られる。また、公式設定では「カービィに歯はない」とされているが度々歯を剥き出しにしたりする（一度、2匹のスクイッシーの足を歯の代わりにしたことがある）。また、8巻でお爺さんとなった話では入れ歯でデデデを攻撃しているが基本的に公式設定と同じで骨格は存在しない（3巻や9巻でデデデにスパークやプラズマを浴びせた際、骨格がはっきり見て取れたのに対してカービィがスパーク攻撃を受けた際は吸い込んだものやキャラが表れるのみで、骨格は表れなかった）。そのため軟体動物のように地面を這ったり（12巻）、縄で拘束されても容易に縄抜けできたりする（10巻）。指は無いが物を掴む、箸や鉛筆を使う、プチプチつぶしで遊ぶなど本来指を使う作業は弊害なくこなしている。刺激するとコピー能力が発動するツボがある（7巻）。
5巻の寿司対決で自身から出したピンク色の体液（本人曰く「一番しぼり」）は、デデデ曰く「まったりとしてとろけるようなコクと旨み（最初はトロだと思って口にしたが、それがカービィの体液だと知った瞬間失神してしまった）」。一度腹の中へ入れた物に対して突然変異を引き起こすこともあり、10巻で野菜の種を食べて再び吐き出した時は発芽から成熟までの生長過程がとんでもなく早いカービィ型の果実が実る植物へと変異していた（他の植物の養分まで吸収してしまう）。また、自身の出演したゲームで遊んだり漫画を読むとその影響を受けるらしく、初代をプレイすると当時のように目が小さくなったり『スターアライズ』をプレイするとCG感の強い姿になってしまった（ペポポ編）。
柔軟な身体と高い戦闘能力を持っている反面、運動（特にランニング）は苦手。無理やり走らされたり泳がされたりする時は、決まってコピー能力や仲間との合体に頼ろうとする（ボールやホイールで走る、ストーンで休むなど）。
特技
ゲーム版同様、「吸い込み」と吸い込んだ敵の能力をコピーする「コピー能力」を使える。既存のコピー能力以外にも、印籠・日記帳・コピー機などの変わった物までコピーできる（こちらも参照）。ゲームでは能力を持った敵を一度に2体以上吸い込むと「ミックス」状態となるが、本作の場合はコピーした複数の能力を同時あるいは1つずつ順番に発動している。ゲームと違って吸い込みの制約は全くなく、ゲームでは吸い込めないデデデやゴルドーなども平気で吸い込んでいる。だがドームや巨大化したデデデなど、あまりにも大き過ぎるものは吸い込めない。
じゃんけんは手が丸く指は無いためグーしか出せず、代わりにコピー能力でグーチョキパーを表現して行う。この設定は後にクイズの問題として出題された。しかし、普通に手でグーを出して負けたことも二度ある（4巻と15巻。なお15巻ではデデデを喜ばせるためわざと負けた(しかしデデデは「大してうれしくねーよ!」とツッコんでいた)）。ゲーム同様、キャラを吸い込んでコピー能力を使うものの何の前触れも無くコピー能力を使う表現も多い（14巻では「冬は外出が億劫になるので、いつでもコピー能力が使えるようキャラを吸い込み溜めしている」と発言）。空腹状態や体力切れを起こすと、コピー能力をフルに発動できなくなったり長時間飛べなくなったりする。
スプーン曲げができる（25巻）。15巻では中華まんの中身を匂いだけで全て当てたり、レトルトカレーのメーカーを当てたりといった食いしん坊らしい才能を見せている。
対人関係
デデデとはライバル関係にある。デデデに意地悪されると当然怒るが、本気で怒るとデデデをも震え上がらせるほど口調が粗暴になり目付きも凄まじくなる。その反面、14巻第1話や16巻第10話など デデデの怒りを極度に恐れる場面も度々見られる（デデデに「もし○○したら許さんからな〜!」と脅しをかけられた際も最初だけ素直に従っている）。悪気があってやっている訳ではないがデデデの邪魔をすることも多く、彼の城を跡形もなく破壊するなどが半ばお決まりとなっている。また、8巻の原始時代編では「つい（デデデを攻撃する）本能が…」と発言している。それでも彼が盲腸での入院や高熱で寝込んだ際はお見舞いに足を運んだり、家出した際には唯一真っ先に探しへ行ったり、遊びに誘ったり、くだらない提案にも付き合ったりしている。一方で誰よりも先にデデデの悪口をこぼしたり、彼を王様としてだけでなく存在そのものを否定する発言・提案をすることも多く、場合によっては「すぐ怒るから嫌い」と愚痴を吐くなど自覚こそしていないものの彼を嫌っている節がある。
リック・クー・カインとは予てからの親友だが、軽い悪戯を始め乗り物や道具として扱き使ったり、「家来」呼ばわりしたり、手加減もなしに傷めつけたりなどぞんざいに扱うことも頻繁にある。
上記のように騒動を起こしたり、反感を買うような行動ばかりするが無邪気で純粋な性格故に誰とでも仲良くなれる。ダークマターなどの侵略者相手でさえ臆する様子は見せず、友達のように馴れ馴れしく接したりする。
その他
ワープスターという乗り物を所持しており、カービィが呼ぶと超高速でやってくる。9巻ではカービィがワープスターを使って月の石を取りへ行った時、短時間で月の石を取って戻ってきた。20巻でエアライドマシンとして登場以降、エアライド仕様のデザインとなった。

### デデデ大王
プププランドの（一応）王様。しかし人望は無く支持されておらず、行政などの職務には一切携っていない。どの程度で貰えるのかは不明だがお小遣いは1500円（13巻）と小学生並み。よくカービィに意地悪するが悉く失敗し、凶運の持ち主であるのも災いして自身が悲惨な目に遭うのもお約束と化している。ボケからツッコミ、やられ役まで何でもこなす。
連載初期では「プププランドの平和を脅かす悪人」という設定で、スターロッドを盗んで悪用するなどしていた。当時はカービィを敵視しており、カービィを倒そうとするヒール扱いでもあった。語尾に「〜デ」を付け、連載初期は関西弁で喋ることもあった（前期以降でもツッコむ時には関西弁になったりする）。
年齢は不詳だが「若い頃は俳優を目指したこともある」と豪語したり、「昔はボーイスカウトに入っていた」と語ったり、人生すごろくゲームを「子供の頃よくやった」と懐かしんだり、幼少期の冬休みでの自由工作で「頑張ったで賞」を貰ったと自慢するなど少なくともカービィ以上であることが分かる。
一人称は「おれさま」だが、たまに「わし」「おれ」になる。カービィからは基本的に「デデデ大王」、後期に差し掛かってからは単に「大王」と呼ばれることも多くなった（稀に「デデデ」と呼び捨てされる）。ポピーをはじめ部下や住民の大半、リボンからは「大王さま（チュチュも初登場回のみ『大王さま』と呼んでいた）」、アドレーヌからは「デデのだんな」、チービィ・リック・クーなどカービィの仲間からは「デデデ」と呼び捨てにされることが多い。
3巻の西部編で彼の手配書に「DEDEDE DAIOH」と書かれていたり、自らの遺書へ「デデデ大王」と署名したり(それもカービィを自身の死後、次期大王に任命するといった内容。ただし、これはあくまでも公的文書なので敬称を付けた可能性もある)（17巻）、子供の頃に貰った賞状へ「デデデ大王くん」と記してあったり（19巻）など、「大王」が名前の一部であるかのような使われ方をしている。やたらと名前をネタにされがち。ただし、ウルル編で語られた幼少期のエピソードでは付き人のワドルディから「デデデ王子」と呼ばれており、ポピーとは「デデちゃん」「ポピちゃん」と呼び合っていた。
容姿
一年中ガウンを羽織っているが、「星のカービィ3」以降のゲームやアニメ版などに見られる背部のVサインマークは全巻通して描かれていない。同じくゲーム・アニメ版でのデデデ大王は手に黄色い手袋を嵌めているが、こちらも着用していない。
帽子は常に肌身離さず被っており、例え泥酔して全裸踊りを始めても決して帽子だけは取らないが、その中がどうなっているのかは作中でも極秘とされている（目撃したメンバーは全員悲鳴を上げていた）。本人もよほど中身を知られたくないのか、カービィたちが真相を突き止めようとした際には普段のハンマーとは異なるBIGサイズのハンマーで追い払ったり、カービィまでもが震え上がるほど恐ろしい形相で威嚇したりしていた。
顔についてイジられることが多い。ポピーに「その品の無い顔、短い足…以下省略…」、カービィに「頭が悪い、顔が醜い、足が短い、大王たる資格なし!」、クー・チュチュ・ナゴに「王様としての素質が無い、人に不親切、愛嬌がない奴」、ダークマターに「いい加減で意地悪、足が臭そう、人の上に立つ資格なし!!」、シミラに「見かけに騙されて人を思いやる優しさを忘れている」などと容姿や性格を批判されたりもする。
性格
カービィに比べれば概ね常識人寄りだが、非常に短気かつ我侭な性格で悪口を言われたり些細なことですぐ激昂したりする（その多くはカービィが原因）。13巻では重度の不眠症のあまり八つ当たりも同然でプププランドの住人全員に昼寝を禁止したり、19巻ではカービィのコピー能力使用を禁止して破った場合はプププランドから追放すると命じた上にチリーなどのコピーキャラに対しても吸い込まれた場合罰を与えようとするなど、大王であることを理由に横暴な振舞いをする理不尽な面が目立ち、自身の言動・行動を改善するよう他者から指摘される度に「おれさまは王様だデ! ○○して何が悪い!」と権力を振るって反駁するのは常。せっかちな面もあり、グーイが自らの胃の中で眠っている様子をレントゲンで見せられた際には医者の話を詳しく聞かずに「癌」だと思い込んで病院を後にしてしまった他、ポピーにせっかちを諌められた時には「グズグズしてたら時間が過ぎるだけ」と憚らず、月刊漫画の続きが気になるあまり「1ヶ月も待てん」と編集部に電話で続きを尋ねたことまである。
城にいる時は、いつも昼間からごろ寝していたり昼まで就寝していたりと自堕落な面が多く、ポピーには「きっと宇宙一ぐうたらな王様だろうな」と思われている。自室の片付けも面倒臭がってろくにやろうとせず、ポピーや部下などに押し付けている。甚だしく卑怯で、格闘技大会やレースではどんなに狡猾な手を使ってでも勝とうとするも、逆に卑怯を働くカービィには自らを差し置いてツッコんだりする。
カービィとは些細なことが原因で対決（喧嘩）するのが日常となっているものの、完膚なきまでボロ負けするのがほとんどで酷い時にはスリープをコピーしたカービィにさえ負けてしまう（25巻）。カービィをハンマーで殴り飛ばしたり本気で怒りながら追い回すといったように優位へ立つこともあるが、中期以降はカービィと戦う→1コマでボロ負けがパターン化して本作におけるお約束となった。戦闘に関しても基本的に弱腰で、自身に危機が迫ると「命だけはお助け～!!」と命乞いする上カービィの正夢の内容に怯えて塞ぎ込んでしまうなど芯の弱い臆病者でもあり、ポピーやカービィの仲間には「弱い」「情けない」「負けてばっかり」と見下されることも多く（ザコキャラのワドルディにすら「弱い漫画の大王」と言われた）、挙句の果てにはライバルのカービィにも「弱虫で臆病者」「ダメ大王」などと言われてしまっている。『スターアライズ』編以降はゲーム同様筋骨隆々の姿にパワーアップできるようになった（カービィに「結果にコミットしたの?」「ドーピングだ」などと言われている）が、特別強くなった描写は無い。その反面、メタナイトの提案によりカービィと正々堂々勝負した際は互角の戦いを繰り広げており、決着も付かず終いだった（ズゴゴ編）。
カービィの頭の悪さを度々馬鹿にするも、「遠足の予定をカービィたちに知られないように」と部下に念押ししておきながらその直後カービィたちに自ら漏らしてしまったり（9巻）、本人であるにも拘らずカービィによるデデデの変装に騙されたり（21巻）など自身の頭の悪さもカービィと大差ないことが窺える。一方で悪知恵の高さは随一で、カービィたちを陥れる高度な悪巧みを企てることもある。しかしいずれも失敗に終わり、カービィたちには返り討ちにされるのもほとんど。また、執念深さも凄まじく自身に被害を及ばせたカービィに対する報復を企むこともあり、ポピーには「この執念深さをもっと良いことに活かせば…」と心配されている。
「支持率」「自給自足」を知らないなど一般常識が欠乏している面が目立つも、サバイバルに関する知識や温泉に浸かる際のマナー、野菜の育て方など雑学には富んでいる。5巻ではちらし寿司や太巻き寿司、11巻では手作りケーキ、21巻ではオムレツを10段重ねた「オムレツタワー」を作るなど料理の高い技術も持っている。テレビの録画予約ができない（17巻時点。25巻でできるようになった）など機械音痴でもあったが18巻ではパソコンでインターネットを閲覧している他、22巻では携帯メールの早打ちを披露しており最新の電化製品には強いことが窺える。
独りで留守番できない、夜中にトイレへ行けなくなりそのままおねしょする、独りで買い物に行けない、ポピーの小言に嫌気が差して家出する、カービィにショートケーキのイチゴを取られただけでプププランドから追放しようとするなど大人げない面も目立つが、つまらないオヤジギャグを連発するなど「オヤジ臭い」と言われたこともある。怪奇現象や妖怪の類などに恐怖を抱き、特にお化け・幽霊は大の苦手で2巻や22巻では部下たちから嘲笑されることもある（20巻ではカービィたちが演出で用意した巨大ダコの凧にも怯えていた）。また、おかあさんといっしょのような幼児向け番組を毎回密かに楽しんでいる（好きなうたのおねえさんの降板を知った時はショックで酷く落ち込んでいた）など逆に幼稚な面も見られる。税金と偽って住民の金を自身の小遣いに充てたり、プププランド中の消しゴムを買い占めることで消しゴムそのものの価値を高めて大儲けを企んだりなど金にも汚いが、結局は日頃の行いが原因で大損することもある。
13巻では自身が死なせてしまったカービィを本気で心配してマドゥーに生き返らせる方法を聞いた後で自ら死者になってカービィの魂を連れ戻しへ向かったり、16巻では心配性のアイスドラゴンを熱意を持って諭したり（カービィとアドレーヌの涙を誘った）、19巻ではキンコの不健康な生活習慣を真剣に改善させようと努めたりなど、根っからの悪者ではなく寧ろ優しい一面を見せることもある。連載再開後も悪役らしさはほぼ無く（カービィに対してタチの悪いドッキリを仕掛けて本気で落ち込ませた程度）、面倒見の良さや常識人ぶりが主に描かれている（時折ボケに走る）。また、突然大人になりたいと言い出したカービィを「版権キャラが勝手な振る舞いをしたら関係者に迷惑が掛かるから」と説得する大人の対応も見せている。
ウルル編では幼少期は泣き虫で人見知りだったことが明かされている。愛用のハンマーを友達と呼ぶほど内向的だったが、ガブリンに襲われたポピーを助けたことで自信を付けたとされる。
趣味・嗜好
オヤジギャグが好き（前述の「オヤジ臭い」要因のひとつに数えられる）で、度々ポピーや住民を呆れさせたり怒らせたりしているが16巻のクイズ選手権では即興で作ったダジャレがカービィや観客に大ウケしていた。くだらないギャグにもつい笑ってしまう。
カービィ同様これといった好き嫌いはないが、蜜柑は白い皮（アルベド）を綺麗に取らないと食べられない。また、ブラックコーヒーが飲めることを自慢している（14巻）。ゲーム版と違って食いしん坊という設定はなく、カービィやリックの様な情熱的な食欲もなくカービィに無理やり食わされたり、カービィに対抗しようと暴食する以外の大食いシーンはほとんどない。
通販で無駄遣いを繰り返してはポピーに叱られている（お小遣いをカットされたこともある）。購入したものは開運商法に釣られて買ったようなものから子供騙しのおもちゃまで様々。一時期、「ヒーロー変身ベルト」なる商品目当てに懸賞にも熱中していた。
極端な浪費家でもあり、城を構えているにも拘らず常に貧乏。初期は金持ち設定で、王様らしい裕福な生活を満喫していた（ドームや遊園地の建設などに財産を充てることもあった）が、8巻第8話では度重なる高額出費が祟り残金が300円にまで減ってしまった。11巻ではチュチュに翻弄されてマンションやブランド品などをプレゼントした挙句、家計が完全に底をついてしまった。15巻に至ってはポピーに無断で借金をリスクに背負ってまで会社を立ち上げたが、商品が売れず破産の危機に追いやられていた。しかしその後は家計を切り詰めた生活をしている様子は見られなくなり、「夏は冷房、冬は暖房をガンガンに効かせる」「外にキャンプに行くのが嫌だからと家の中にジャングルを作り、そこでキャンプをする」など経済的に余裕があるかのような生活を謳歌していた。
自身は無趣味と語っており、クーに「趣味がない人は最悪の場合、孤独死するかもしれない（プププデータバンク調べ）」と教えられカービィたちと共に趣味を探すが、紆余曲折あって最終的に自らの趣味は「カービィと仲良くバトルすること」だと思い出した。ただしリックには「それ、趣味って言うか?」とツッコまれている（ペポポ編）。
体質
身体は極めて頑丈で、カービィたちから攻撃されても平気。この特異な生命力はカービィの作ったお化け屋敷のネタにも使われ、「ゾンビより不死身」とブーラーや大勢の客に怖がられた（22巻）。ただし死亡したことは作中で二度あり（幽体離脱や霊視も経験している）、作中では何度か風邪を拗らせているなど免疫力まで飛び抜けて高い訳ではない。また胃腸も弱いのか、9巻では腐った牛乳を一滴飲んだだけでお腹を壊した。冷え性で花粉症持ちでもある。非常に寒がりで冬は城の中に大量の暖房を効かせ一日中引き篭もっていたり、外出時は何重にも重ね着した上でホッカイロを入れている。寒がりは後に克服するも、その時の無理が祟って風邪を引いてしまった。
よく転倒したり逆上がりができなかったり浮き輪を使わないと泳げなかったりと運動神経は優れているとは言えないが、4巻では自ら進んで体力作りに勤しんでいたり、11巻や19巻では運動不足や日頃の生活習慣を見直しジョギングに励んでいたりなど運動は嫌いではない模様。他にもカービィたちとサッカーや野球など、スポーツで遊んでいる場面も多く見られる。いざという時には火事場の馬鹿力で、カービィの能力に匹敵するほど並外れたパワーを発揮することもある。
ホバリング（通称：フグモード）を用いて空を飛べるが、この姿は本人や住人によれば「かっこ悪い」とのこと。本来は飛行用の姿だが地上で浮遊もせず使用したり、水中・水上を泳いだり、雪上を滑走したりするという使い方が大半で本来の飛行用に使う機会は滅多に無い。むしろ落下時に使用したりもなく、飛べないキャラとして扱われていることが多い。中期まではフグモードの際、魚のヒレのようなものも生えていた（作中では魚役になることが度々あった）が、後期になってから生えなくなった。カービィには頻りに乗り物扱いされる。初期はハンマーで敵キャラを召喚する能力を持っていた。
対人関係
カービィとの関係は、初期〜前期では完全な敵同士またはライバル同士だったが、中期以降は一緒に行動し、12巻ではカービィに「気の合う飲み友達」と呼ばれる仲へと変化していった（それでも17巻では「カービィのライバル」といった説明がなされている）。
前述の通り、本作におけるカービィによる悪事の最大の被害者。カービィのボケや悪戯の矛先を向けられるのは大抵彼であり、その度にオチで醜態を晒されたり大怪我を負ったりしている。ポピーや住人、さらには加害者であるカービィ、極めつけは作者（8巻のコメント）にまで「いつもやられてばかりで可哀想」などと哀れられている。カービィにやられている最中の姿をビデオに撮りまとめており、10巻ではそれを自己慰撫目的で涙ながらに鑑賞していた。
自堕落かつ上記の性格故に王様としての支持率や人望も皆無であり、彼がプププランドの王様であること自体をカービィたちから不服に思われることもある。3巻では彼が大王であることに合点がいかないという理由でカービィたちが勝手に次期大王へ立候補したり、7巻ではプププランドの王様が彼であることにカービィが舌打ち混じりに失望したり、15巻ではカービィに「どうしてそうなった（彼が大王になった）のか納得いかない」とも言われたりしていた。13巻や15巻など、何度か大王をクビになりかけている。
ポピーのことは己にとって一番の部下と心から認めており、行動を共にする機会が多いものの日頃から扱き使っており少なからず不満を抱かれている。彼からは心無い言葉をぶつけられることも多く、自らもポピーに対し暴力制裁を施すことも厭わない。また、ポピーが自身だけ危険から逃れて（不可抗力とはいえ）大王を犠牲にした時はあっさりとクビにしたこともある。
恋愛に飢えており、数人の美女から囲まれてハーレムになりたがっている。アドレーヌに好意を抱いており、バレンタインデーの時にはチョコを貰うため猛烈にアタックしていた（しかしカービィのせいで無茶をして失敗かつボロボロになって入院し、アドレーヌからお見舞いの品を貰う羽目になった）。
その他
ゲームでもお馴染みのハンマーを愛用しているが、3巻では新品の「ゴールデンハンマー」に買い替えていた。上記の通り、初期の頃はハンマーから出た星で敵を召喚する能力を持っていた。13巻では愛用のハンマーがでんでん太鼓のようにすり減ってしまっていた。ウルル編では幼少期に「マーくん」と名付けた子供用ハンマーを愛用していたことが語られた。
初期から前期にかけての悪役としての活躍は、「カービィのライバル」としてのポジションに移ってからも活かされるようになった。時代劇やおとぎ話では高確率で悪役を演じている（本人は場合によってノリ気だったり、悪役ポジションに不満を覚えたりする）。10巻以降はヒーローや王子役を演じることも多くなったが、この時もカービィによってズッコケ役に回されてしまう。カービィやポピーにも「やっぱり悪役が一番似合う」と言われている。
24巻の1話を除いて、全ての回に登場していたり（最後の1コマしか登場しなかった回が2話あり、その内の1話で「今回、出番なかったけど（カービィによる騒動に巻き込まれず）すげー平和だったな」と感涙している）。後期以降はカービィでなく彼を中心にストーリーが展開される話が大半を占めるようになったりなど、本作の準主人公的な立ち位置と言える。

### ポピーブロスSr.
デデデの一番の部下（といっても他の部下より位が高い訳ではないらしく、強い主従関係も特に見られない）。通称「ポピー」。真面目な性格のしっかり者でボケたりツッコまれたりすることはほとんど無く、本作における重要なツッコミを担う1人。しかし5巻の4コマでは抱き枕（爆弾入り）、9巻では爆弾目覚まし時計といった物騒なものを作る、3巻で休診中の病院の扉を爆破する、14巻ではカービィのしゃっくりを止めようとデデデに無断でデデデ城を木っ端微塵にするなど、実直故に天然ボケかつ油断ならない一面も見せる（リック曰く「慌てると過激になりやすいやつ」）。9巻、13巻〜15巻、17巻、23〜25巻の一部の話を除けばほぼ全ての回に登場しているが、表紙に登場することは少ない。4巻の8話から『スーパーデラックス』以降のデザインに変更された（その際「Newポピー」と注釈に書かれた）。一人称はデデデに話す場合は「わたし」で、普段は「ぼく」だが、ごくまれに「おれ」と言うこともある。デデデを「大王さま」と呼び慕うが、一度だけ「大王」「デデデ大王」と呼んだことがある。また、後述の弟がプププランドにやってきた時には「お前」「デデデ」と呼んだこともあった（ペポポ編でも「お前」と呼んだことも）。デデデ城には住み込みで仕えているが、7巻では彼の家が登場した。
連載当初からしばらくは非常にズル賢い性格で、デデデの悪事へ積極的に加担し一緒に悪巧みやカービィを倒そうと助力するなどカービィたちとは敵対していたが、8巻以降からはカービィにおマヌケな意地悪をするデデデに対して呆れ顔を見せたりツッコミを入れることが多くなり、意地悪や悪巧みにはめっきり付き合わなくなったがエイプリルフールのみは協力してカービィを騙している。だらしない生活を送っているデデデに手を焼いており、デデデが無駄遣いしたり部屋を散らかした際は叱ることもある。デデデからの信頼は厚くポピーもデデデを上司として敬っているが、デデデの前で悪し様な発言をしたり時としては薄情ともとれる言動をとることもあったりするが、その都度デデデに鉄拳制裁を喰らうことが多い。
大ボス・ラスボス級のキャラに憧れる一面もあるが、いざ自身がボスキャラを務めた際にはどこか弱気な面を出してデデデにツッコまれる（19巻ではバカンスに出かけてしまった「夢の泉デラックス」のレベルボスからボス代理を任せられたことがあった。また、23巻のプププレンジャーの回でもラストで黒幕を演じていたがこれといった出番も活躍もなかった）。
本編では触れられなかったが、彼も帽子を脱いだことは一度もない。一度故郷に帰ろうとしたリボンを戻って来させるため、チュチュを被ってリボンの母を演じさせられたことがある。
赤ん坊になったデデデの顔を「まぬけな顔」と評したり、頬を本人と知らずひっぱったり、呪いの人形の「デデデ人形」を乱暴に扱って楽しんだりといたずら好きなところもある。そして普段からデデデから暴力を受けたりこき使われることが多いからか、「思いっきり叩け」と頼まれた際は遠慮しながらも「──この機会を逃がしたら一生ないかも…」と考えて要領通り思いっきり叩いたり（13巻）、「ぐーたらでどうしようもない」「もっとまともな王様がほしいな」とデデデに対する悪態を日記に綴る（24巻）などデデデに対して少なからず不満を抱いている一面を見せた。11巻ではホイールカービィが接近してきた時、デデデを盾にして自身は衝突を免れたことでリストラされたことがある。カービィの口の中で本音を叫ぶことになった際はデデデに対しての不平不満をぶちまけたものの、過激すぎて全てピー音で伏せられていた（ペポポ編）。その一方、デデデから温泉旅行に（リボンとアドレーヌに断られたからだが）誘われた時は感激している（ウルル編）。
手先が器用で、特技は爆弾の製作と活用。それを生かして7巻では花火職人をやっていた。さらに機械にも強く、いろんなものを発明・修理できる。弟にポピーブロスJr.がいる。
ウルル編では実はデデデとは幼少期からの幼馴染で、歳も大して違わないことが明かされた。ハンマーしか友達がいないデデデを見かねた執事のワドルディから頼まれてデデデを遊びに誘うようになったが、当時は弱気で泣き虫だったデデデを内心バカにしていたが、ガブリンに襲われた際にはデデデが撃退したことを知り見直すようになった。

### カービィの仲間たち
チービィ（ディジー）
カービィより少し小さく、体色は白色。ゲームには登場しないオリジナルキャラ（但し、後述するディジーとしては登場している）。1、2巻のみ登場し、カービィの親友兼ツッコミ役として登場。粗野で少々口は悪く、お調子者のカービィを暴力で懲らしめる事も厭わないが、根は優しく正義感の強い友達思いな性格で、常に慌しいカービィの保護者的存在。一人称は「ぼく」だが、たまに「オレ」、初期は「おいら」を使っていた。
本当はデデデ大王の手下で「ディジー」という敵キャラであり、アイスクリームコーンのような謎の三角帽を被っていたため、角が無くなり「チービィ」としてカービィの仲間になっていた（なお、ディジーとしての意識はわずかに残っており、その所以として時々舌を出すことがあった）。2巻で風で帽子が外れ、角が生えてデデデの部下としての意識が戻った（帽子をかぶるとチービィの意識が戻る）。その後三角帽は、デデデに二度とカービィの仲間にならないように食べられてチービィに戻れなくなり、同話から登場したリックに立場を譲るように表舞台から退場した（リックは「これからは自分がチービィの代わりになる」と耳を帽子に見立てて舌を出す姿になったが、カービィからは「ちょっとでかい」と不評だった）。この帽子は結局何が原因で被されたのかは後の作中語られることはなく、1巻でマキシムトマトをカービィに差し出す際一度自ら帽子を外していたが、この時は影響はなかった様子。
ディジーに戻ってからは、4巻でてるてる坊主として登場した（この時、久々の登場にもかかわらずてるてる坊主にされた事をぼやいている）以外、チョイ役として登場している。8巻では「T.チクタク」がゲームには登場しないオリジナルキャラであるという注釈でお辞儀をする役として、12巻の14話で、カービィが吸い込んだ大勢のキャラに紛れ込んでいて、13巻の6話で巨大化したデデデの手に乗っていて、同じく13巻の第7話の最初のコマにひそかに登場、20巻の第1話では「人探し」のポスターに載るなど、再登場を望む声も少なからずあったようであるが再度レギュラー化することは無かった。
後年、作者はチービィをカービィの仲間にした主な理由として、『夢の泉の物語』の攻略本に載っていたCGイラストにカービィの傍にディジーが写っているものがあった為としている。
リック
2巻7話から登場。しっかり者だがカービィ同様食いしん坊のハムスター。ボケもツッコミもこなし、初登場時から中期にかけて、よくカービィとコンビを組んでデデデに悪戯をしたりボケたりしていた。たまに「チュポポー」などと言うが後期以降は言わなくなった。ナゴとは犬猿の仲で、9巻ではナゴと喧嘩したことがある（後にカービィによってほぼ強制的に仲直りさせられたが、怒って彼にお仕置きをした）。8巻では銭形平次役（その際鼠小僧役のカービィに対し「（自分はネズミ科だから）銭形親分よりもねずみ小僧がやりたかった」と愚痴を零していた）、25巻では「走り屋リック」として不良役を演じていた。「友達だろ」「友達を○○にするな」とクーやカービィによく訴える。
当初は原作の設定を反映し、クー、カインと共に虹の島に住んでおり、カービィ達が「虹の島鉄人レース」に参加した際に合流した（初登場時に既にカービィと知り合いだった）。そのレースの最中、ディジーに戻ってしまったチービィに代わる新たなカービィの相棒となる。
メインキャラクターの中では抜群の運動神経を誇り、怪力に関しては作中ではそのことをよく自慢し、走力に関しては運動会などでは一位を連発している。大道芸も得意で、しばしばパラソルでボールを回しているシーンがみられる。しかし、3巻ではポピーに「芸に絡ませないと気が済まない悲しい習性」と言われていたり、9巻ではカービィとピッチに「しょーもない技」と批判されたりしている。焼き芋を買ってはカービィに強請られることが多い。末期ではよくクーと一緒に登場した。14巻～16巻までは主な登場人物紹介の欄から登場しなくなるが、17巻から復活した。連載再開後はクーとコンビのようにツッコミ役として登場する事が多い。
傑作選ペポポ編でカービィの口の中で誰にも聞かれず本音を叫べる状況になると「『星のカービィ2』、おれ目立ってたなー。あの頃に戻りたーい」と叫んでいた。
クー
2巻8話から登場のフクロウ。クールで格好よく真面目だが、プライドが高くたまにナルシストな一面が出る。その性格上ツッコミ役に位置するが、負けず嫌いなのでプライドを捨ててボケることも稀にある。ボケることに基本消極的なため、カービィ達と一緒にボケる時は顔に汗マークを作ったり、仏頂面になっていることが多いが、遠足にクレジットカードを持っていこうとする、柔道の道場に紋付き袴で来る、七夕の願い事には「俺はかっこいいし、頭もいいし、特にない」と書いて周囲から呆れられる等のずれた一面が見られる。デデデ大王の下らない提案に反感を抱いたり渋々付き合ったりと折り合いが悪い。また、カービィやチュチュにタクシー代わりにされることも多い。
リック同様、当初は虹の島に住んでいたが、鉄人レースでカービィ達に協力を仰がれて以来、レギュラーとなる。
フクロウゆえに夜行性であるため、直射日光には弱いが、行動スタイルは「朝起きて夜寝る」といった昼型である（夜更かしをしている描写は一度だけ）。なお、彼の羽はカッターであり、カービィは西瓜を食べる際に彼に切ってもらっている（本人曰く「クーが切ったスイカは一味違う」。その際には「またつまらぬ物を切ってしまった…」と愚痴を零していた）。存在感があり、女の子キャラのファンも多く、プププランドにおける世論調査では「次期プププランド大王になって欲しい」という意見も多数あったり、自分の命が今日中しかないと悟ったデデデ大王に「ハンサム大臣になってくれ」と受け渡されたりしていた（本人は全くなる気はないが、3巻では次期大王候補として名乗り出たことがある）。よくカービィに羽を毟られて禿げることが多い。クリーンで箒にされることに不満を感じている。23巻では3年B組の不良頭、25巻では「カミソリクー」として不良役を演じていた。後期に差し掛かってからは、初期でのチービィのようなカービィの保護者的な役割にも当たっており、リックよりも多く登場していた。連載再開後はリックと共によく登場する。
カイン
2巻8話から登場の常にぼーっとしているマンボウ（デデデ曰く「何を考えているのか分からん」）。無口でほとんど「んぼう」としか喋らないが、彼の仲間たちは彼の言っていることが分かる。陸地でも平気で生活できるようで、肺呼吸なのかえら呼吸なのかは不明（リックに一度その旨に関して疑問視されていたことも）。4巻では七夕において『海に帰りたい』と願い事を短冊に書いていた（5巻で海に行ったときに大はしゃぎした）。同様に「100歳まで生きたい」「年金がもらえますように」とも書いているなど、現実的な考えを持っている。魚なだけに夏の直射日光や乾燥地帯が大嫌いで、4巻ではファイアカービィとバーニンレオによる灼熱地獄で焼き魚状態になったことがある。池の中の大きな二枚貝を住居兼寝床にしている。
虹の島鉄人レースの最終コースにてカービィと合流。以降はリック、クーと共にカービィの相棒となる。尚、この際はカービィを乗せて泳いだが、フグモードになったデデデの方が速かった。
魚であるためリックやクーとは違い毛や羽を持たない（当のカインも内心ではつくづく毛がなくてよかったと安心している）が、カービィに救急車、洗濯機、ボート、開運商法の壷、鯉幟、ボディーボード、牢屋、日焼けライト、恐竜の餌、的当ての的、ゴミ箱にされる等、三人組の中で最も酷な扱いを受けている。腹鰭でスケートリンクを滑るなど、見た目に反して器用。また、背鰭だけを水面に出して相手を驚かすこともある。マインといつの間にか結婚していた（カービィは14巻でマドゥーが出したスポーツ新聞でその事実を知って驚いた）。基本はぼーっとしている事や言葉が話せない為に積極的には話に加わらず、チュチュ登場以降は彼女が代わりにリック、クーと共に出る事が多くなった事で出番が激減し（出たとしても上述の通り物扱いが大半）、24巻の8話を最後に登場しなくなった。連載再開後も登場こそしているがリック、クーと違って出番は少なく、ピッチ同様モブに近い扱いとなっている。
物語が「人魚姫」を舞台にした話だった際、足が生える薬を飲んだところ、胸びれの下から人間の足が生えると言う不自然な足の生え方をしていた（クー曰く「無理がありすぎ」）。
上記の3人は「カービィの友達3人組」と呼ばれ、中期まではほとんどの話に登場し、表紙にもデデデ大王とカービィと共に出ることも多かったが、後期からは出番が少なくなった。また、カインはチュチュと入れ替わるような形で殆ど登場しなくなり、リック、クー、チュチュが実質的な「カービィの友達3人組」となっていった。
グーイ
9巻5話から登場。ダークマター族だがマイペースでのんびり屋。虹の島出身で、「空が青いから」「カービィと友達になりたいから」という理由でプププランドへ上京した。当初は敬語を使うことが多かったが、話が続くにつれ無口になり「グ〜イ」とした話さなくなった。狭いところが好きなようで、よくカービィの口の中に入っており（居心地がいいらしい）、13巻ではカービィの口の中に入ったままカービィと共に死んでしまったことがある（11巻ではデデデ大王の胃の中に入ったことがある。この様子をレントゲンで見せられたデデデ大王は「癌」だと勘違いしていた）。カービィと同じくコピー能力を持つことを漫画内で露にしているが、作中ではコピー能力を使う姿は9巻と10巻を除いてあまり描かれない。舌の力は相当なもので、ダークマターを突き飛ばしたり（11巻）、大型トラックを一人で引っ張ったり（12巻）、バーベルを持ち上げたり（こちらも12巻）、ナックルジョーをパンチでノックダウンさせたりする（25巻）ほど。また長さも相当あり、デデデとカービィが地獄からグーイの舌をつたって地上に戻ってきたり（13巻）、深海にある潜水艦を舌で持ち上げたりしたこともある。カービィランドの国境線代わりにされたことも。初登場は9巻とされているが、厳密には2巻ではデデデ大王の手下として、6巻ではデデデ城観光のお土産として、8巻では初詣に少しだけ登場していた（いずれも8巻までは登場してもセリフは無かった。また、この時の姿はいずれも『2』のような先がとがった卵のような姿で『3』の丸餅のような姿ではなかった）。初登場以降はカービィの家に居候しており、彼が毎朝カービィを起こすようになったためにそれまであった目ざまし時計が不要になったことがある（15巻）。しかし、19巻以降カービィと一緒に住んでいる様子は描かれなくなった。
カービィのことが大好きであり、デデデのお見舞いにカービィが行くときに一緒について行ったり（9巻）、デデデの潜水艦が沈没寸前になった（原因はカービィ）際にカービィが発した「SOS」を聞くや否や「♫」となりすぐに舌でその潜水艦を引き上げたりした（10巻）。また、唯一カービィの歌によって苦しんだりする描写がないキャラである。
今作のカービィに負けず劣らず自分勝手で、デデデが持っていた「カービィの呪いの人形」と自分が持っていた「100円ライター」という、分不相応な交換を強引に行ったことがある。また、デデデ大王がカービィに真っ黒焦げにされたときに「仲間〜♥」というなど、酷な一面もある。カービィと共に「もぐらごっこ」でチュチュの花畑を荒らしたりといたずらしており、カービィと共にチュチュに殴られたいる。
今作ではダークマター族であることを触れられることはなかった。また、物語がほのぼのとしたものであり、戦闘するようなシーンがなかったため、「3」に登場するようなダークマターのような橙色の玉が体の周りを囲んだ姿は登場しなかった。ただし、頭部に乗っている状態でハンマーで叩かれると乗られている相手の思惑を読み取るというダークマター族特有の憑依に近い能力を持つ。また、前述のとおりカービィの歌を平気で聞くことができるなど、通常の攻撃が通用しないダークマター族らしい描写もある。
連載中はカービィの相方のようなポジションで、ほぼ毎回登場していたが、再始動後はモブキャラとしての登場が多く、出番が減らされてしまっている。
チュチュ
乙女チックなタコの女の子。お転婆で怒ると怖く、カービィやデデデ大王を叩きのめすこともあるので、ポピーからは「お転婆」、クーからは「ヒステリー」と言われた。リック同様ボケもツッコミもこなす。体は伸縮自在。相手を体に包み込むと、相手の顔を乙女のようにすることが出来る。料理や歌が得意。24巻では歌の先生、女子アナ、25巻では「スケバンチュチュ」として不良役を演じていた。メンダコをモチーフにしているとされているが、それにもかかわらず水中では息ができない（11巻）。
本作初の主要女性キャラであり、「星のカービィ3」に出たキャラでは最も登場回数が多い。同じく女性キャラのアドレーヌやリボンの出番が多かった時期は登場回数が減少したが、後期に進むにつれて彼女達の出番が減り、チュチュの登場回数は再び増えていった。カインの代わりとしてクーとリックと一緒になって出ることが多い。連載再開後も時折リックとクーに加わって登場する。
結婚願望があり、11巻でピークに達した時にはいろいろなキャラにアタックしたが、最終的にカービィを結婚相手に決めた（しかし、食費のことを考えたら家計が火の車になるということで結婚は当分諦めた）。また、カービィがリボンと相合い傘をした際には「この浮気者」と言ってカービィを殴るなど、カービィに対して少なからず好意を寄せている描写がある。
チュチュ、ナゴ、ピッチの三人はグーイ登場回のおまけ4コマ（9巻収録）からの登場であり、初登場時に名乗っただけで特に来歴については語られていない。
ナゴ
昼寝が大好きな三毛猫。リックのライバル。丸いものやカービィを転がして遊ぶのが好き。カービィの意見を無視するなどやや自分勝手な所がある。登場回数は少なめで本編への登場は23巻の11話が最後となった。単行本の人物紹介からは14巻で外されてしまった。
コロコロオンライン書き下ろし漫画（ムペペ編に収録）では、昨今の猫ブームに肖って久しぶりにメインキャラとなったが、自ら「おれは猫じゃない」と宣言し、代わりにカービィを猫「ぺぽにゃん」に扮させた（当初は『にゃんこ大戦争』の丸パクリであった為、途中で顔を変えた）。カービィはすぐに飽きたが、ぺぽにゃんを可愛がっていたデデデ大王が駄々をこねたため、本物の猫として代わりを務めた。しかしデデデ大王の中では既に猫＝ぺぽにゃんと化していたために「こんなの猫じゃない」と否定されてしまった。
ピッチ
小鳥。体が小さく気弱で恥ずかしがり屋だが、頑張り屋な性格。クーを尊敬している。ナゴと比べて最も登場回数が少なく（主な人物紹介に載ったのは9巻のみ）、基本的にモブ的な登場が多く、23巻の1話では温泉掘りの掘った土を入れるためのバケツ（クリーンのコピー能力）という悲惨な役回りをさせられていた（それ以外でもバケツ状態のみの登場が多い）。ピッチママにお使いを頼まれ、隣町へ行くところをモプーに褒められたことがある（25巻）。その際にカービィから「久しぶりの出番だね」と言われた。カービィを運ぶには、飛ぶより走る方が速いが、食べ物が絡んだ時のカービィの方がずっと速く、それに対し「ぼくの頑張りって一体…」とこぼしていた。連載再開後はカイン同様出番は少ないものの、再び登場している。
初登場の9巻ではカービィにスイカの種と間違えて目をちぎられそうになったこともある。20巻以降目にキャッチライトが入らなくなった。
アドレーヌ/アド
12巻5話から登場。絵の修行に来た人間の女の子。描いた絵を実体化する能力を持ち、描いた絵をキャンバスに戻すこともできる。初登場時は、『星のカービィ3』に合わせて「アド」と呼ばれており、髪の色も茶髪だった（その後は黒髪）。デデデ大王を「デデのだんな」と呼び（または単に「だんな」、「デデデ大王」）、カービィを「カーくん」と呼ぶ（時々「カービィ」と呼び捨てになる）。
初登場時はデデデ大王やカービィを何人も描いて実体化させた。ボケは少なく、ツッコミ役としての登場が多い。当初は不眠症による重度のストレスに陥ったデデデに子守唄を歌ってあげるなどの優しい面を見せ、準レギュラー的存在だったが、だんだん出番が減っていった。絵画以外の美術にも長けており、氷ブロックを削って猛禽類の氷像を作り上げた。調理も得意で、16巻では焼きそば、17巻ではカレー、20巻ではクッキーを作った事もある。彼女の作ったおにぎりは誰もが絶賛するほど（ウルル編）。
コロコロアニキでの連載再開後からは再び登場し、やや頭身が上がっており、より人間らしい姿になっている。「好みのタイプはイケメン」としながらカービィの顔がタイプと語り、人間の身体にカービィを乗せて青春学園ドラマ風の恋愛をしようとしたが、ただラブコメごっこをしたかっただけだった（カービィ達は割と本気だった）。性格も若干今風になっており（クー曰く「彼氏が欲しい年頃」）、リボンを合コンに誘うなどしてカービィとデデデをずっこけさせている。リボンには彼女の初登場時にその人気に嫉妬しており、コロコロコミック時代には絡む事がほとんど無かったが、コロコロアニキでの連載再開後は前述の通りリボンを合コンに誘う等関係は良好になっている。家族や親類については原作同様に語られていないが、デデデに旅行に誘われた際には「その日は親戚の結婚式」と断っている（ウルル編）。また、実は派手好きでファッションセンスも一般的な感覚からズレており、御洒落に目覚めてどんどん変な方向に向かったデデデを「かっこいい」と称賛してはカービィ達を驚愕させるなど（ドタタ編）、コロコロアニキでの連載再開後以降はボケる事が多くなった。
リボン
13巻8話から登場。リップルスターから来た妖精。ファンが大勢いる。天真爛漫だが若干わがままな性格で、初登場時にデデデ大王から「おまえはなんでも欲しがるマミちゃんか」と言われた。年齢はクー曰く幼稚園児ぐらい。基本的に常識人だが、アドレーヌに比べるとボケが多い。グーイ、ポポン、オロサを「変なの」呼ばわりするなど見かけによらず毒舌。一人称は「リボン」で、「リボン、○○」が口癖（例：「リボン、感激～」「リボン、困っちゃう」など）。時々「わたし」、「あたし」を用いている。彼女も当初は準レギュラー的存在だったが、後にアドレーヌ以上に出番が減っていき、18巻10話がコロコロコミック時代の最後の出番となった（一応20巻の表紙、25巻の扉絵、同じく25巻のショート劇場にアドレーヌと共に再登場している。またおもな登場人物紹介には14巻以降25巻まで載っていた）。15巻では歌手（アドレーヌ曰く、プププ通りでスカウトされたとのこと）、16巻ではテレビリポーターになったことがある。
コロコロアニキでの連載再開後は出番は少ないながらも再び準レギュラーになり、大人らしく振舞おうと背伸びしたり、メタナイトに惚れると言った一面を見せる。しかし本質はやはり子供なので、ムードを狙って海に行ったはずがただの海水浴になってしまい、デデデ達を「やっぱリボンちゃんはこうでなくちゃ」と安心させた（ムペペ編）。

## サブキャラクター
メインキャラクターを除いて、極めて登場回数の多いキャラクター（モブとしての出番が多いキャラクターも含む）。
ワドルディ
サブキャラクターの中ではもっとも出番が多い。恥ずかしがり屋で女の子の前ではいつももじもじしている。ゲーム版とは違い口がはっきりと書いてある。13巻ではリボンに好かれるためにプレゼントなどで彼女の気を引こうと奮闘した。23巻ではカービィと同じようにドロシアによってボールにされてしまったことがある。2巻ではかくれんぼの途中で行方不明になり、カービィやデデデ大王が捜索した（結局はカービィがリンゴと間違えて吸い込んでいた）。また、後述のメタナイツの水兵ワドルディとしても出演していた。「星のカービィ64」で仲間キャラになったことから、13〜14巻ではアドレーヌやリボンと共に目立って登場し出番も多かったが、セリフは少なかった。このほか、13巻の表紙にも登場するなど、メインキャラクターのような扱いを受けていたが、おもな登場人物紹介に載ることはなかった。初期は「ワドルディー」と誤記されていた。作者はワドルディ自体が人気キャラになるとは思わず、連載当初はノーマークだったと語っている。連載再会後には開始以来初めて主役となったこともあるが、急にゲーム同様に口の無いデザインに変更されている（作中では腹話術を披露しており、ポピーに「この為に口が無かったのか」と心の中でツッコまれている）（ペポポ編）。しかし以降もシーンや個体によっては口が復活しており、口の有無について明確な基準は無い。ウルル編で描かれたデデデの幼少期では、多数のワドルディがデデデ王子の世話をしており、ひげを生やした執事のワドルディも登場している。
ワドルドゥ
ゲーム版同様にビーム攻撃をするシーンは1巻、19巻、23巻で見られる。なお、一つ目小僧に化けた後述のコンとポンに「一つ目お化けだ」と驚いたところ、作者に「お前もや」とつっこまれたことがある（10巻）。ワドルディ同様、口が描かれることがあり、初期で「ワドルドゥー」と誤記されたりしていた。プププランドの住民としても、デデデ大王の手下としても特に出番が多い。後にワドルディの人気が高まった事で「ワドルディばっかり人気者になって悔しい」という本音を吐露した（ペポポ編）。
当初は三本毛だったが、13巻から『SDX』に合わせ二本毛となった。
キャピィ
埴輪。モブキャラ、ゲストキャラ問わず頻繁に登場。12巻では、本来ゲームでかぶっている茸の帽子をかぶって登場（ゲームと違い顔が見えている）。茸に詳しく、カービィたちに毒キノコの存在を教えた。4巻ではウサギにされたこともある。3巻・8巻・11巻・17巻・20巻・22巻では医者をやっているが、老けていたりヒゲがあるなど、同一人物ではない。14巻では裏プププ選手権の「にらめっこ」の金メダリストで、表選手権時代の元にらめっこ金メダリストであるMr.チクタクに憧れていた。22巻では「がんばりやさんのキャピィ」として登場した。25巻では激不味ラーメンの店主をやっていたりする。同じく25巻ではレストランのオーナーとして登場し、来店に遅れたデデデ（中身はカービィ）にランチ食べ放題のサービスを与えたが、逆に「おまえに食わせるランチはねえ！」と来店しようとしたカービィ（本当はデデデ）を追い出している。テレビアニメの主人公も演じているようである（16巻）。よく中ボスキャラやコピー能力を持ったキャラにいじめられる。前期では「キャピー」と誤記されていた。
バウンダー
モブキャラとして頻繁に登場。数少ない人型キャラと言うこともあり、男性はコック、医者、本屋の店長、カミナリ爺さんなど、女性は歌手、モデル、ウェイトレス、専業主婦などいろんな職種のバウンダーがいるが、後期になってからは『夢の泉デラックス』にてギップへの差し替えに伴い登場回数が減った。25巻11話では医者として登場した。連載再開後は、作者のバウンダーも登場している。
コックカワサキ
デデデ城の食事係。食堂のシェフもしている。19巻では高級レストランのコックとしても登場した。普段は温厚な性格だが、フライパンを持つと性格が激変する（4巻のみ）。21巻では「プププお料理コンテスト」の審査員。「〜でグー」が口癖だが、第15巻以降からその口癖は言わなくなり、了解した時や料理がおいしいときにその言葉を言うようになった。14巻ではカービィに料理を作ってあげたが、口にしてもらえなかったため、かなり落ち込んでしまった。しばしばつまみ食いにくる（というより城の食料を食い尽くす）カービィに手を焼いているようで、22巻でカービィがミニマム状態になったときは「つまみ食いの量も高が知れている」と大いに喜んでいた。初登場から中期までは、フライパンの有無にかかわらず、つまみ食いするカービィに対しては非常に容赦が無い凶暴なキャラだったが、後期以降はカービィに為す術もなく料理を食べられ、言われるままおかわりまで振る舞わさせられてしまうほど性格が丸くなった。
マドゥー
「闇の行商人」として不思議なおもちゃや商品を販売したり、魔法や呪いがかかった品物でデデデ大王の悪巧みの手助けをしたりするが、使う道具のどこかに致命的な問題があり、騒動の原因を作ったりデデデ大王を酷い目に遭わせたりしてしまう。一人称は「わたし」だが「おら」と言ったこともある。水晶玉占いができるほか、13巻ではカービィの霊視を行った霊能力者として登場し、魂だけを肉体から切り離す術も披露した（曰く「魔法をたくさん使うからしんどい」）。カービィに育てる粘土を渡し育てさせたり、恐竜時代へのタイムトンネルを作ったりした。怖いものが苦手。
ウィスピーウッズ
プププランドに生息する大木。最初はデデデ大王が木の苗から召喚させたカービィの敵として登場した（このときは語尾に「〜ぞ〜い」をつけていた）。リンゴに交じって爆弾を落とすリンゴ落としで一度はカービィを追い詰めたが、マキシムトマトで回復したカービィの「スペシャルカービィタイフーン」を喰らって吹き飛び、一緒に飛ばされた自身の爆弾で自滅した。
登場回数は多いものの、文字通り「木」としての扱いが大半でセリフはない事が多い。11巻では「彼が歩いているのを見た」という噂が浮上していたが、1巻の時点で既に歩いている。サングラスをかけて怪物として登場したことがある（23巻）。24巻ではゴルフ場にもいた。カービィに実をすべて食べられることも多い。
Mr.シャイン
夜Mr.ブライトに代わって夜道を照らす月のような存在。真面目な性格で欠けた部分はカービィがすっぽり嵌まるサイズ。初期ではMr.ブライトと共にデデデ大王の手下だった。立場も姿も三日月ではあるが体はカッターにもなる為、1巻の対決では必殺技「ムーンカッター」でカービィを真っ二つにした。しかしギャグ漫画という事で致命傷にはならず（糊でくっついた）、撤退してMr.ブライトに交代した。また、金属製らしく1巻ではヤスリで研いでいたり、7巻では刀鍛冶のような方法でカービィによって細長くされたりした事がある。
Mr.ブライト
プププランドを照らす太陽のような存在。1巻ではMr.シャインと共にデデデ大王の手下で、カービィを倒す為に用意した塔（本作におけるバタービルディング）のボスとしてカービィと戦った。「灼熱地獄」でカービィとチービィを苦しめるも、チービィの機転により、カービィが周囲の雲を吸い込んで一斉に吐き出した事で曇り空になってしまい、Mr.シャイン共々封じ込めらた。
普段はプププランドの大気圏内から日光を照らしているが、10巻第2話では、本物の太陽のように宇宙からポップスター全体を照らしていた。マイペースで気性の差がかなり激しい（12巻のみ）。一度寝坊したことがある（こちらも12巻）。夏では大威張りしているが、冬では寒がってしまう。利き手は右手だが食事の際、ご飯はブライト側から見て右、味噌汁は左に置いていたところからすると、マナーはよく知らないらしい。家は雲の上にあり、Mr.シャインと一緒に住んでいるらしい（どちらも12巻）。8巻では、熱血キャラ同士で意気投合し周りの雪を溶かしていた。
クラッコ
プププランドに雨を降らせたり、雷を轟かせたり、風を吹かせたり、雪を降らせたりしている。1巻ではデデデ大王の手下）で、雲の上に作ったパラダイスでデデデの為に雲（スターロッドで食べ物に変える為）を出していた。大雨ならぬ大飴攻撃でカービィの吸い込みを封じ、猛吹雪や台風で攻撃するが、吐き出された大飴を喰らって怯んだ所を「カービィあんどワープスター流星アタック」で倒され、カービィに捕まってクーラーにされた。当初はデデデ大王は彼に乗っていたが、9巻では心が邪悪な人は乗ることが出来ない設定になっており、デデデは乗れなくなっていた（デデデに「きんと雲かお前は！」と突っ込まれている）が、20巻では再び乗れるようになっている。
怒るとかなりしつこく、13巻ではカービィを執拗に豪雨を降らせ、デデデ城に避難した後も梅雨で城内に被害をもたらした。冬では大威張りしているが、夏ではクタクタになってしまう。こちらも初期はデデデ大王の手下だった。梅雨が近付く前に、雨を沢山降らせるために水をたっぷり貯めている。Mr.ブライトとはライバルである。機嫌が悪いと雷を落としやすくなる。プププ編では「プププ風紀委員」として登場。生活態度や規則にうるさく、カービィに色々と注意するが、手こずった挙句に疲れてしまう。そんな彼に代わってカービィが風紀委員を務めるが、いい加減な規則ばかり作った挙句に「規則で禁止するのを禁止します！」と宣言したため、呆れ返ってしまった。
Mr.フロスティ
デデデ大王の手下として登場する事が多いが、いっ休（カービィ）の寺の和尚さんや、13巻、20巻では「健康自慢のMr.フロスティ」、17巻ではプププヤング協会の会長としても登場する。その他、21巻では警部、24巻では引越し屋さん（この時はつなぎが「星のカービィ 夢の泉デラックス」以降で着ている形になっている）、警察署長、野球の試合で乱闘になったときの助っ人だったりする。他には相撲では「大関フロスティ山」として登場した。25巻では冬季プププ選手権の「頭突きで氷割り競技」の金メダリスト。力持ちで、デデデ大王を軽々と投げ飛ばしたこともある。
ブルームハッター
モブキャラ、ゲストキャラ問わず頻繁に登場。ハボキと同じようにプププランドを掃除している清掃人。3回目はエアライドの鬼教官として登場。
髭を生やした鑑定士兼考古学者(通称：ブルームハッターのおじいさん)が11巻・13巻・15巻・20巻・21巻で登場している。
12巻では40年間でドーム三杯分の落ち葉を掃除したという偉業を成し遂げた老人として登場した。
コピー技「クリーン」をコピーするためのキャラなのだが、『3』以外ではスカキャラであるため、『3』が発売されて以降も彼はスカキャラで、「クリーン」をコピーできるのはハボキのみとなっていた。
ウォーキー
マイクの形をしたプププランドのみんなお馴染みリポーター兼司会者。ゲームと違い手が描かれている。5巻では肉食植物に擬態したカービィに食べられかけた。末期になるとクールスプークにその役割を取って代わられた。
クールスプーク
サングラスをかけたてるてる坊主。モブキャラ、ゲストキャラ問わず頻繁に登場。15巻ではデデデ大王の秘書として登場した（6巻でも登場していた）。20巻、21巻ではマジシャン、23巻では流行語大賞の司会者を務めている。デザインは『夢の泉デラックス』でリデザインされているのにかかわらず、旧デザインのままである。1巻ではゲームセンターの見張りとして大勢登場しチービィから「ここはヤクザの賭博場か」とつっこまれた。
2巻と25巻では大会の実況を務めていた。

## ゲストキャラクター
チリー
体が雪で出来ているだけあって夏だと体が溶けてしまう（ただし、23巻では温泉に平気で浸かっていた）。4巻ではシカにされたこともある。3巻ではカービィに吸い込まれたうえ、画材道具も奪われた。6巻ではMr.フロスティと大喧嘩したが、いつの間にか仲直りしてアイス仲間を集めた所為で、デデデ城を真冬の外よりも寒い極寒の世界に変えてしまった。
19巻では雪祭りの支配人で、かなりの神経質で火気を使うと怒り、会場の気温を上げないように自販機では冷たい飲み物のみ、屋台ではかき氷のみ販売、銭湯も氷風呂に変更するほどの執念を見せた。モブキャラでは警官として登場することが多い。病院の患者になったことも一度だけあった。中期までは細い腕が描かれることがあった。
エヌゼット
季節の移り変わりを大事にしている。真夏におでんを売ったり、真冬に花火を上げると言ったような季節感のないイベントは認めない性格。季節外れの蚊に刺されただけで激しく怒る。季節外れなことをする者は、デデデ大王でも容赦なく許せない。オリジナルとは違い、体色は黒一色で、目の色は白になっている。
クーザー
一番よく当たることで評判の占い師。占う際は手相だけでなく足の裏まで念入りに占う。あまりにも運が無いデデデ大王の運気を上げるべく様々な手を講じるも、最終的に不幸になってしまったため、「大王様の不幸は変えられないのかもな」と諦めた。
ゴルドー
ゲームでは無敵の障害物キャラで吸い込む事ができないが、この漫画でカービィは平気で吸い込んでいる。さらに、無敵であるにもかかわらずストーンリックでバキバキと踏み壊されている。5巻、9巻ではモグラのように地中から顔を出してカービィ達にツッコミを入れたりしている。
コロコロコミック時代は最後までモブキャラ扱いだったが、連載再開後には初めて主役のエピソードが描かれた。無敵という特徴が初めて前面に押し出され、性格も温厚で人当たりのいい人物だが、その見た目から友達が一人もおらず、メンタルは非常に打たれ弱いキャラになっており、ネット上での不評を受けて落ち込んでしまう。また、その後、カービィと友達になるために自身の最大の障害であるトゲを丸めてリアルダークマターのような姿になったが、その所為でカービィにゴルドーだと気付いてもらえず生涯最大のダメージを負ってしまった（ムペペ編）。
ワイユー
16巻では、じゃんけんのプロとして登場。公式戦では、2734勝2敗という戦績を残している。カービィは彼に弟子入りし、傷だらけの修行をこなした。13巻では強盗として登場した（このときはフルフェイスヘルメットで顔を隠していた。また、銃を構えている手が震えていたため、初犯だった様子）。
イフリーティ
16巻では無駄なことが嫌いで、極めて無駄を省いた生活をしている（ただし、扉などの必要最低限のものすら無かったり、食品を入れず目薬を冷やすためだけに冷蔵庫を使うなど逆に無駄なこともしている）。デデデ大王から改革隊長に任命されたが、最後はカービィら住民の意見を取り入れてデデデ大王自身を無駄としてコマから省いてしまった。3巻ではカービィにデデデ大王の暗殺犯の疑惑をかけられたことがある。
チクタクJr.
スケジュール通りに行動する規則正しい性格。一度立てたスケジュールは必ず守る性格で、たとえ友達が怪我をしても無理矢理遊びに付き合ったり、重病になってもスケジュール通りに行ったりするなど、非常に自分に厳しい。オナラをする時間まで決めている綿密なノートを所有している（年表のように老後までの予定が組まれたスケジュールまで作ってある）。
シミラ
6巻では恐ろしい魔法使いだが、デデデに（容姿が）あんまり恐ろしくないと言われた。みすぼらしい姿をして泊めてほしいと頼み、デデデ大王に門前払いを受けたため、「見かけに騙されて人を思いやる優しさを忘れている」と怒って正体を現し、彼を「本当の優しさを思い出さない限り元に戻れない玩具の人形」に変えた。ちなみにタイムリミットはウィスピーウッズの枯れ葉が全部落ちるまで（これらは『美女と野獣』のパロディである）。最終的にカービィとの触れ合いで優しさを思い出したデデデを元に戻したが、そのデデデは安眠を妨害されて怒ったカービィの攻撃で人形と同じようなヨレヨレの姿になってしまい、周囲にはまだ人形のままだと思われていた（既に魔法は解けていたので問題は無かったが、この時点でウィスピーの最後の枯れ葉が落ちた）。
18巻ではどんな揉め事でも解決する（つまり弁護士）長老さまとしてみんなに慕われている（デデデ大王も彼に対して敬語を使っている）。6巻では魔法使いとしか書かれておらず、シミラの名前は出てこなかった。
サスケ
我慢強さが自慢の「がまん道場」の師匠。しかし、カービィの歌だけは流石に我慢できなかった。一人称は「あっし」で、少々威勢が良く古風な口調で話す。18巻では我慢のプロとして久しぶりの登場を果たした。大きな黒目をしているが、13巻に登場した時は黒目の中にキャッチライトが入っているほか、体色も薄めだった。そのほか、モブキャラや背景役として頻繁に登場する。
ギャスパー
ブームの移り変わりの仕掛け人。大衆の関心を動かす手腕に長けており、作中ではマラカス、折り紙、昼寝と、種類を選ばない様々なブームを巻き起こしている。名人にしたのは、ビバコ（マラカスブーム）・プラズマウィスプ（折り紙ブーム）・カービィ（昼寝ブーム）・デデデ大王（王様ブーム）の4人。但し、起こしたブームの波は大衆次第なので本人にはどうにもできず、デデデの頼みで起こした王様ブームは早くも過ぎ去ってしまった。お化け役として登場することも多い。
ペイントローラー
アドレーヌと同じように、描いた絵を実体化出来る。しかし実体化させた絵の制御が出来ない事があり、1巻でデデデのコピーを作った時も全く言う事を聞かなかった。当初はデデデ大王の手下としてカービィ達の妨害に動いていたが、2巻ではカービィを雪山で遭難させようとして明らかに場違いな巨大迷路を作るなど、ボケに走る事もあった（カービィは怪しまず入って行ったが、飛んで帰ったので結局役に立たなかった）。当時の一人称は「おれっち」。以前は登場回数は多かったものの、アドレーヌ登場後は絵描きキャラの立場を彼女に譲るように出番が減り、16巻の懸賞の達人の話以降は1回も登場していない（デデデ大王がファミレスで無駄話をしているシーンで話し相手として登場している程度）。8巻ではデデデ大王の運動会での勇姿を録画するためのビデオ係を買って出ていた（その際、持っていたビデオカメラのCMソングのパロディを歌いながら踊っていた）。
ジャンパーシュート
天気予報士を勤めている。一度、カービィ予報士をやったことがある。下駄を使った天気予報が得意だが（彼曰く的中率99%で、降水確率や気温まで分かる）、下駄がないと当らなくなり、最終的にカービィ予報士に転向した（この時はサンダルを履いていた）。自分がお化けのくせにお化けを怖がる。2巻では、お化け屋敷に改造されたデデデ城でデデデ大王を怖がらせた（本人はカービィとリックだと勘違いしていたが舌触りが違ったらしい）。10巻では雨に濡れても平気でいたが、25巻では雨降りの中カービィに捕まったとき「早く雨宿りしたいよ〜」と雨を嫌がっていた。22世紀のプププランドでも気象予報士として活躍しており、普通の天気予報より彼の下駄占いの方がよく当たるらしい。
ファイアーライオン
冬ではプププランドの暖房として住人に重宝されている。7巻では、自分の骨付き肉を盗み食いしたカービィを食べようとした(その時はカービィが特大花火をコピーした為、誤爆を防ごうとしたデデデ大王が身代わりになる形で噛み付かれた)。厳密にファイアーライオンかは不明だが、政治改革を進めている他国の王さまとしてそっくりなキャラがテレビに出たこともある。話によっては「ファイヤーライオン」と表記されることがある。
ラッキー
オリジナルキャラで、2巻に登場したファイアーライオンの子供。かつてはデデデ大王の湯たんぽ代わりとして飼われていた（たまに睡眠中に発火させてデデデを燃やしてしまうこともあった）が、春になったことを機にデデデに用済みとして追い出され空腹だったところをカービィに救われしばらく匿うことになった。カービィの世話になってからは、「花咲かじいさん」の犬のように埋蔵物があるところを掘り起こし恩返しした。
前述のようにファイアーライオンであるため、自身でもそのことを注釈している。子供のライオンながら立派な鬣を生やしている。興奮すると激しく火を吹く。
ホットヘッド
連載初期ではデデデ大王がハンマーで召喚した敵キャラとして3体登場した。18巻では資格マスター。カービィとデデデ大王が作った嘘の資格でも頑張って取っていた（最後は嘘だとばれて炎を吹いてカービィたちをお仕置きした）。そのほか、8巻の原始時代の自動販売機の中で「あったか〜い」お茶を販売するための温め役として自動販売機の中に入っていたこともある。その他にもモブキャラとして頻繁に登場する。
ノディ
居眠りが大好きでいつもどんな時でも寝ている。一度だけ自分の非力さに意気消沈したデデデ大王の教育でカービィの新たなライバルとなり、寝れば寝るほど強くなる酔拳ならぬ「睡拳」でカービィが太刀打ち出来ない程の強さを身に着け、更にカービィの歌の中でも平気で眠り且つカービィの歌に匹敵するいびきをかき、その上コピー能力はスリープなので吸い込まれても引き分けにしかならないなど、正にカービィの新たなライバルになりかけたが、最終的にカービィと仲良くなった事で再戦は無かった。
最大4人まで同時に全く同じ夢を見ることができる「ドリームぼうし」という家宝を持っている（デデデ大王曰く「すごいお宝を受け継いでるな」）。4巻では世界をスターロッドでおもちゃの世界に変えたことがある（この時はかなり幼稚な口調で話していた）。13巻でリボンに好かれたこともある。カービィを眠らせるためのアイテム的な扱われ方が多い（1巻ではもう既に「こんな役ばっかし」と不満を漏らしていた）。安眠剤としてチリーに渡せられたことがありチリーは「こんな物飲めるかー!」とつっこんだ。その他にもモブキャラとして頻繁に登場しており、子供役での登場が比較的多い。回によって体色やナイトキャップが緑色だったりオレンジだったりと、デザインが一定していない。
ジュキッド
柔道の道場の師範。4巻では、カービィと手合わせして、バカにされたことに怒ったカービィに吸い込まれてカービィが大惨事を起こしたことがある。また、変な髪形をしていると、デデデ大王に笑われたことがある（これはグーイが頭の上にくっついて本音を読み取って喋ったもの。また、彼はこの髪形を大変気に入っている模様）。15巻では寒さを克服するためにデデデ大王たち（デデデ大王・ポピー・カービィ・リボンの4人）を厳しく鍛えていた。しかしリボンには甘く、石段を上がらずに飛んでいたことにやさしく注意し、自分だけ桶ではなく水を入れたコップを持っていることに対し「リボンちゃんは子供だからいいか…」と見逃している。25巻では地獄のデスマッチに参加したが、口の中に入り込んだミニマムカービィに「一寸法師」の鬼のようにお腹の中を攻撃されて敗北した。
ポピーブロスJr.
ポピーブロスSr.の弟。やや生意気な性格。隣町に住んでおり、初登場の3巻では、兄のポピーの「自分が大王に出世した」という嘘の手紙を読んでプププランドに遊びに来た。しばらくは兄を本当の大王だと信じて尊敬している素振りを見せていたが（さらに兄の威を借り、デデデ大王を罵倒したり奴隷扱いしようとしたりした）、最終的に「兄は大王ではない」と真相を告げられたときは、「（最初から）知っていた」と発言した。この間、兄は必死に本心や謝罪の意が書かれたプラカードを首からぶら下げ、泣きながらデデデや手下に命令した。ゲーム同様、大きなリンゴに乗って移動する（しかし、後にカービィに食べられてしまった）。
4巻でSr.のデザインが刷新されて以降、彼もデザインが変わった。6巻ではサーカスのポピーの胴体切断マジックの下半身役、15巻では遊園地のチケットを持っていて、兄を誘っている。
アイスドラゴン
16巻ではどんなことでも疑り深くなってしまう消極的かつ心配性なキャラ付けで登場。些細なことやくだらないことですぐに頭を悩ます性格だが、カービィが「夕食の献立をカレーとハンバーグのどちらにしようか悩んだ事がある」と発言した時は「そんなの真剣に悩むな」と呆れてツッコんでいた。その他にも3巻ではデデデ旅館の支配人、6巻ではチリーの遊び仲間、8巻の原始時代編では前述のホットヘッドと一緒でこちらは「つめた〜い」お茶を販売するための冷却役として、24巻では相撲部「ドラゴン部屋」の親方として登場した。
ボンカース
初登場時は武器のハンマーは使用せず特技は怪力のみで、名前は「ボンカーズ」だった（1巻参照）。ゲームと違い目が描かれている。8巻ではMr.フロスティと共に自転車を二人乗りしていたところをカービィに通報され、一人乗りにするようフロスティを口に無理やり入れさせられた。12巻ではクールスプーク・キャプテンステッチと共にキャピィを虐めていた。13巻ではハンマー屋さんの店長。デデデ大王もそこでハンマーを買いに来たことがある。20巻では野球チームの監督として登場し、インタビューで優勝を意気込んでいたが、カービィに揺さぶられたせいで弱気な発言をしてしまった。23巻では筋肉自慢だが、自我を持ったカービィの筋肉に憧れてカービィ流トレーニングでやせてしまった事がある。25巻では地獄のデスマッチに参加したがデデデ大王がズルして勝とうとすることを手伝い、デデデ大王の弱い攻撃をまともに受けてわざとやられた。一度雪男に変装し、正体を見られたカービィにドンキーコングと間違われたことがある（2巻）（ちゃっかりネクタイまでしていた）。そのころからハンマーを装備した。「ゴリラ」呼ばわりされると怒る（デデデから「そのまんまじゃねえか」と突っ込まれた）。
ウィリー
いつもプププランド内を走っている。後述のレックスウィリー、グランドウィリーやウィリースクーターなどの亜種もいる。カービィのバイクやデデデ大王のバイクの車輪として登場したこともある（それ以外でもカービィ達の作った乗り物のタイヤに使われることもある）。13巻ではロッキーとの衝突事故で一悶着を起こした。5巻や7巻、20巻では「SDX」や「エアライド」に登場する個体（通称：ウィリーバイク）として登場することがあった。また、21巻で背景としてだがエアライド仕様と普通の種類が同時に登場したことがある。カービィが普段乗るウィリーはバイク装甲があるも、仲間達のウィリーは装甲されずリックは玉乗りの用量で乗って走っていた（5巻）。
レックスウィリー
ウィリーの亜種で、暴走族のバイクのような格好をしている。21巻でカービィがヒッチハイクした時に登場した。カービィたちのヒッチハイクに応じる気のいい性格だが、カービィが無理難題を出したために付き合いきれず逃走する。最後は日射病になったデデデを助けるために救急車を呼び、後日カービィの誘いに乗って「いいのかな…？」と疑問を抱きつつデデデ城の中でドライブした。
イライール
防災のスペシャリストで防災センターを営んでいる。どんな災害でも体を張っているためある意味体育系である。それ以外は鰻屋を営んでいる（一度カービィに店を壊された）。18巻ではカービィに道を尋ねていた。
スイートスタッフ
厳つい顔に似合わず臆病な性格な上、深海魚のくせに暗所恐怖症で、明かりをつけていないと泳げなかったり、深海に住みたくないと弱音を吐いたりするほど。10巻では海底で難破船を発見したが、後にデデデ大王の調査で1/1000スケールの模型だということが分かった。名古屋弁混じりの喋り方が特徴で、語尾に「 - だぎゃ」とつける。18巻ではこいのぼりにされた。初期はライトアップに使われていた。
魔人ワムバムロック
ゲーム版では岩の魔人だが、本作ではマイクの魔人として登場した。マイクを磨いた御礼としてカービィの願い事を3つかなえた。呪文は「アラビンドビンヒゲチャビン」。原作では顔と手だけのキャラだが、マンガでは上半身は全て存在している。
ガルボ
危険な遊びが大好きな乱暴者。「〜だボ」が口癖。自らカービィの口の中に入ることもできる。いろんな危険なことにチャレンジしていたが、カービィの姿を見て驚く。危険と無謀の区別ぐらいはつき、白い服でカレーうどんを食べたデデデ大王を窘めた。12巻ではMr.ブライトから太陽の座を奪ったカービィに対し、夜に虫の音を聞きたいから沈むようカービィに助言した。15巻ではラーメン屋の客として登場している。
バグジー
1巻では悪代官として登場していて、8巻では派出所の署長を勤めている。4巻ではカービィの兜にされた。昆虫採集に来ていたカービィたちに追いかけられたことがある（5巻の4コマ）。ひどい目に遭うほかのゲストキャラと違い、カービィからは初期から仲がいいように優しく接せられる数少ないキャラクター。
フロッツォ
18巻では敏腕カメラマンとして登場。カービィを気に入り助手にするが、共に大騒動を巻き起こした。語尾に「～ちゅ」が付いていた。4巻ではノディに「タコ」呼ばわりされて怒っていた（その時リックに「タコだろ」とつっこまれている）。3巻では墨をカービィの黒の絵の具代わりに使われ、8巻では吸盤を的当てのボールに使われたことがある。14巻では「割り箸をきれいに割る」連続最高記録保持者としてギネスブックに掲載されている（この時には200年前の人物という事でちょんまげ姿）。20巻ではデデデを漫才の相方の後釜としてスカウトし、ツッコミに回った。登場するごとに口調や口癖が変わっている。
スクイッシー
17巻ではリフォーム屋として登場。24巻では習字の先生をやっていた（このときは髭を生やしている。彼の吐き出すイカ墨は墨汁代わりにもなる）。5巻ではカービィの歯にされたり（4コマ）、偽物の足跡の型にされたりしていた。
スターマン
16巻ではスパルタプールの指導員として登場。25巻ではデデデ大王主催のスポーツテストに参加して数々の優秀な成績を出す（50メートル4秒29のタイムや、コインを圧力で曲げるなど）が、本性は典型的な体育会系であり、デデデ大王もたじたじになるほどの粗暴な口調で喋り、最後は自慢話が多くなる（「24時間マラソンをした」など）。
ロッキー
14巻で道場破りとして登場。20巻では嘘つき嫌いで、たとえエイプリルフールでも嘘をついた者には容赦がない（しかし、カービィのついた嘘（本人は本当だと思っている、デデデ大王が着ぐるみであるという説）を信じる）。13巻では交差点でウィリーと衝突事故を起こし、口論になった。スパーキー等のようにコピー能力の実験材料にされることが多い。
ブロッキー
2巻で塗り壁として登場（ポピーの命令でカービィとリックを怖がらせるつもりだったが、実際怖がらせたのはデデデ大王）。13巻では法律の番人。法案を記した紙を食べさせると法典にもそのまま記され、プププランドにおける正式な憲法として無条件で可決される（廃止は不可）。しかしカービィとデデデ大王が自分勝手な法案を食べさせ過ぎたせいで暴走し、全条文を無効にした上に今度は自分自身が自分勝手に法律を乱発する暴挙に出た。最後は「四角は○、丸い形は×」という法律に腹を立てたカービィにボム+ボムのミサイルを喰らい、角が取れて丸みを帯びた姿になり、彼が作った法律も全て無効になった。
23巻ではプププ学園3-B組の教師として出ていた（しかし黒板に字を書いている最中に背中に落書きをされるという理由で辞職した）。7巻では、自分に落書きしたカービィを押し潰そうとした（その時はデデデ大王が代わりに潰された）13巻で登場した時は手が描かれていたが、23巻では描かれていなかった。
Mr.チクタク
3巻では博物館の館長。図書館の館長でもあったらしい。マナーに厳しく、マナー違反を犯した者に対し、アラームを鳴らして叱咤する。図書館で騒いでいたデデデ大王を1年以上もしつこく注意したらしい（デデデ曰く「怒るとおれさま以上に恐い」）。漫画オリジナルキャラである「T.（タイム）チクタク」という兄弟もいる（後述）。第14巻では、プププ選手権大会の支配人にして元プププ選手権大会のにらめっこ（廃止競技）金メダリストであり対戦相手だったチリーにどこでも吹きだしてしまうトラウマ（思い出し笑い）を植えつけてしまった。
チック
財テクの達人。彼はトイレットペーパー不足や割り箸不足のときに大儲けしたらしい。売り時になると頭のトゲが伸びる（ゲーム版のように顔付きが悪くなったりはしない）。やっていること自体は株取引に近い。作中では消しゴムショックの際にデデデに助言し、消しゴムが不足する前に買占めさせた。消しゴムが家一軒に相当するほどの価値に跳ね上がった際、相場は今がピークだと告げるも、デデデは「きっと惑星が買えるぐらいまでなる」と言い切って聞き入れなかった。しかしそれから程なく消しゴム不足は解消され、敢え無く消しゴムバブルは崩壊。助言を無視してみすみす売り時を逃したデデデにため息を漏らした。
ペラン
12巻では新聞記者として登場している。最初はデデデ大王の我侭（下らないことを一面に載せたり、彼が主役の4コマ漫画を掲載させたりなど）に従っていたために新聞の売れ行きが危うかったが、カービィの手段を選ばない協力で部数を伸ばすことに成功した。しかし、デデデ大王の体を張った美談を何故か割愛して地味なコラムに差し替えた事で部数が落ち、その所為で始まったカービィとデデデ大王の喧嘩を内容にしようと、カービィの提案でコンビ名「K&D」（コンビでもない）が解散したという新聞を煽り文句満載で投稿した。しかし出鱈目だと明白な記事を平然と記載した事で読者に愛想を尽かされ、誰も読んでくれなくなってしまった。
キンコ
ものすごく元気のないネガティブ思考。暗い部屋で近くでテレビを見たり、大音量でパンク・ロックを聞いたりと不健康な生活を送っている。食べるものは寿司、カルビといった贅沢な食生活である。にも拘わらず自分は健康に気を使っているつもり。ある意味Mr.フロスティの逆。毒舌な面もあり、デデデ大王の生き方を「威張り腐ったいい加減な生き方」と言ってデデデに「顔色が悪い上、口も悪い」と言われた。健康志向のデデデに健康になる為の指導を求めるも、カービィの横槍で全て台無しになり、カービィの言う通りにした方が健康的だと勘違いしてそちらに乗り替えた結果、前よりも不健康でボロボロになってしまった。
ラウド
泣き虫で、ちょっとした事で号泣しては周囲を水浸しにして皆を困らせてしまう。カービィの泣き虫克服大作戦で泣き虫は克服したが、逆に負けず嫌いかつ短気な雷雲になってしまった。
ハボキ
プププランドやデデデ城を綺麗にしている。不潔にしている者を放っておく事ができない。10巻では自らカービィの口の中に飛び込み、体内の大掃除をした。しかしその間はカービィが「クリーン」をコピーし、清潔症になってしまった。主にブルームハッターとコンビで行動することが多く、21巻ではマリエルたちの妨害でデデデ城の地下室を掃除できなかったことがある。
バイオスパーク
5巻の時代劇編に登場。殿であるデデデの護衛を務める「影の忍者」であり、火遁の術を始め様々な忍術でカービィと対決するが、カービィのハットンの術（ストーン）で押し潰された上に墨を塗られ、文字通りカービィの影にされてしまった。また、カービィに「場井夫巣波亜区」と当て字をつけられたことも。初期のメタナイト同様、目は原作での白目ではなく、カービィのようなキャッチライトの入った黒目になっている。
コックン
23巻に登場。料理マナーに煩く、カービィが料理マナーを守っていなかったときに登場しカービィに食事のマナーを厳しく教えた。マナーに厳しいだけあって自身も抜群のテーブルマナーの持ち主であり、蕎麦をすする音は優雅なメロディと評される。
スパイニー
読者に挨拶するほど礼儀正しく、マナー違反を見つけるとヘルメットの針を伸ばして制裁する。カービィに礼儀を教えた。『星のカービィ 夢の泉デラックス』では毛虫のニードラスに差し替えられたが、そちらが登場することは無かった。
スパイキー
勉強熱心な少年。名門校である「ポップスター学園」を目指して受験勉強に明け暮れる彼をデデデ大王はあれこれと待遇していた（アドレーヌ曰く「いたれりつくせりって感じ」）。しかしカービィに吸い込まれた際に能力のみならず知識までコピーされて失ってしまう（知識は返そうとおならとして出したが、吸える訳が無くそのまま霧散してしまった）。しかしクーやアドレーヌ達の協力で一から勉強し直し、見事合格することができた。それ以外は床屋のマスターや、駅伝の選手として登場した。
スカーフィ
19巻では「いつもニコニコ笑顔のスカーフィ」。常に笑顔でいようとはしているが、カービィが吸い込もうとすると原作のように単眼化して怒る（本人曰く、条件反射だから仕方がないらしい）。「スマイルランド」というテーマパークを営んでいるが不甲斐なさで怒りが頂点に達したカービィに破壊されたため、スカーフィは堪忍袋の緒が切れ、カービィを追いかけた。25巻11話ではカービィと入れ替わったデデデに吸い込まれ怒った。デデデはスカーフィを吸い込めないことを知らなかった（19巻ではカービィが吸い込むことができないのをデデデ大王は理解できなかったらしい）。なお、当初は怒った時は一つ目でない事もある。。
ボブー
12巻では3つ子が生まれた夫婦として登場したが、カービィに子供を100つ子にされ、「暖かいというよりあちちな家庭」というコメントが新聞に載った。15巻ではかくし芸のプロ。挑戦者が失敗したり、内容が気に入らなかったりすると火炎を吹かれるという罰を受ける。しかし、自らはつまらないかくし芸をしてリック達の顰蹙を買った。
モプー
やり遂げたことに感動しやすく、デデデ大王や他の人の小さな事でもオーバーに感動していた（ピッチがお母さんのお使いで買い物に行っていただけで「将来君の銅像が建つ」というなど）。
コロリ
ポピー曰く「目立たないやつ」で、デデデ城の中でも存在感が薄く、デデデ大王からも「あんな奴この城にいたっけ?」と言われていた。しかし（本人に自覚は無いが）割り箸を綺麗に割るという特技の持ち主であり、その回数は連続2万回を超え、残り数回で世界記録を達成するほどであった（その記録は200年も破られていない）。それが明らかになり、一躍時の人となったコロリはカービィの強引なスケジュールによってギネス登録を目指し記録更新へと歩を進めていったが、あと一回の所で用意されたラーメンを先に食べようとしたカービィのくしゃみが原因で箸を綺麗に割ることが出来ず、結果ギネスブックに載ることができなかった（ただしタイ記録）。しかし彼は「記録はまた作ればいい」とカービィを許していた）。18巻で、箸り割のプロとしてサスケと同様、久しぶりの登場を果たした。
サボン
日々苦労を積んでおり、頑張ることが大好き。彼のとげが刺さると、刺さった分だけ苦労を味わうことになり、カービィとデデデに苦労を味わわせた。苦労することによって身体にとげが生える。とげはどんなしょうもない苦労でも生えるらしく、ヨーグルトを箸で食べるだけで生えた（デデデ曰く「しょうもない苦労ならせん方がまし」）。
ノー
17巻ではテレビで有名な超能力者。だが実際は米を少し動かしたり、一文字だけのテレパシーを送ったり等、大した能力は使えず、ポピー曰く「スケールの小さい超能力者」である。能力の程度を示すように「これが精一杯だ」が口癖。最後はデデデ大王にバリアーを伝授したが、紫外線をカットする効果しか無く、怒ったデデデ大王に追いかけられた。
プラズマウィスプ
7巻ではエステを営んでいる。指圧も得意。エネルギーを使いすぎると小さくなってしまう（両手のみそのまま）。14巻では「ウラ選手権」のあや取りの競技で優勝している。16巻では「折り紙名人」として登場している（10秒で鶴が折れるらしい）。
ブロッパー
エステサロン代表。彼女のエステは格好良くなる上、スリムになることで有名。逆エステも行っている。デデデ大王は彼女のおかげできれいにやせた（しかし、カービィが変にエステしたため、ヒョロヒョロになった）。その後は、カービィを逆エステしようとするが、最終的には逆に自分が怒り過ぎてシワだらけになり、エステサロンを休業する事になった。
ローリングタートル
13巻ではやる気のないコンビニの店長をやっており、ろくな商品を置かず客にルールも強制するという酷い経営状態でありながら、店長を代わったカービィを（自分を棚上げして）批判していた。だが最後はバーニング＋ストーンでコンビニ強盗を撃退したカービィに商品を台無しにされ、年中無休24時間営業で働かせて弁償させようとした。20巻では「スロー村」の住人で何をするにしても遅いキャラとして登場。デデデのせっかちを直すべく修行を課すが、スローを通り越して何もしなくさせてしまった。25巻では地獄のデスマッチに参加していたが、デデデ大王がズルして勝とうとすることを手伝い、わざと試合放棄しデデデ大王に勝たせた。『夢の泉デラックス』ではファンファンに差し替えられたが、そちらが登場することはなかった。ドタタ編ではまだコンビニの店長をやっていた。
タック
「こそどろタック」のあだ名がある典型的な泥棒。5巻ではカービィから難を逃れる為に義賊と偽るも感心したカービィに無理やりつき合わされ、彼と共に盗みを働くが、カービィが原因で住人に見つかってしまったため、一時アジトへ退却。そこへ、それまでに盗んできた宝を「クリーニング済み」と勘違いしたカービィに持っていかれたうえ、追った先でリック達に見つかり袋叩きにされた。その後、泥棒から足を洗い、郵便屋として働くことにしたが、14巻では再び泥棒に戻っている。「ひょひょ〜」が口癖。20巻ではスロー村であっけなく警官に捕まったことがある。21巻ではカービィに「おねだりタック」にさせられた。
バッツ
18巻、24巻では強盗として登場。17巻では後述のプロペラーとメイスナイトと共にアドレーヌとリボンに絡んでいたが、逆に彼女たちに叩きのめされた。後述のマッシャーやブレイドと同じく、主にチンピラや犯罪者等の悪役が多い。
ブレイド
18巻ではバッツと同様強盗として登場。11巻ではメタナイトの要塞の幹部としても登場。
マッシャー
18巻ではバッツとブレイドと同様強盗として登場。上記の2人に比べて大柄。25巻では隣町の不良の番長として登場している。カービィやデデデ大王より巨大な姿になっている。
ユキ
15巻ではテレビ局のプロデューサーとして登場。数々のアイドルを生み出したことで有名。カービィにアイドルの才能を見出してスカウトしたが、出演させたCMや番組は悉く失敗する。あまりに失敗が続いたため、流石に見込み違いだったと気付いて苦し紛れに素人としてテレビに出演させたが、それによってカービィに「肩書きだけの給料泥棒」と暴言を吐かれた事でデデデも巻き込んで喧嘩に発展。結局カービィはクビにしたが、喧嘩がテレビのニュースで取り上げられ、立場を失ってしまう（ユキ自身はすぐに倒れてカービィとデデデだけが喧嘩を続けていた模様）。
バタモン
カービィの偽者。セリフが長くて読めないカービィの代役として刑事ドラマに出演した（カービィ曰く、スタントマンだが別に危険なシーンではなかった）。目がつぶらなところ以外はカービィと変わらず、サングラスを外すまではクーたちからカービィと思われていた。演技力に長けており、刑事の演技は絶賛されていた。
プロペラー
22巻では地図職人として登場。少々粗暴な性格だが作図作業は真面目にこなす。地図作りの腕は確かなもので、デデデ大王は彼の作った地図のおかげで迷うことはなくなったらしい。17巻ではバッツとメイスナイトと共にアドレーヌとリボンに絡んでいたが、逆に彼女たちに叩きのめされた。19巻ではスカーフィのスマイルランドでの特訓で青汁を笑顔で飲めるようになった。普通の姿・表情をしたタイプと、黒い体に厳つい顔をしたタイプの二種類がおり、主に後者の方が出番が多い。ゲームではリック達を見つけると顔付きが豹変し襲い掛かるが、本作ではそのような設定はみられない。
ゼボン
デデデ大王がプレゼント交換会の際に呼んだキャラで、皆のプレゼントを吸い込んでしまう。吐き出させればそのプレゼントが貰えるというゲームを開くが、攻撃しても跳ね返るほどの弾力性があり、力尽くでは吐き出させるのは難しい（デデデは吐き出せなかったプレゼントは全部貰うつもりだった）。女の子には優しく、頼まれるとあっさり吐き出す。それを真似てオカマじみたリックとナゴ、ワドルドゥとキャピィに色気を見せられて、プレゼントを吐いてしまった。また、クーのお笑いネタで噴出してプレゼントを吐いたりもしている。
ミニー
「でち〜」や「だっち」が口癖。寝ぼけているカービィにリンゴや饅頭と間違えられて吸い込まれた。数少ない『星のカービィ 鏡の大迷宮』に登場したキャラの中で、最初に登場したキャラである。
ブーラー
2巻ではお化け屋敷に改装したデデデ城で、透明になってピアノ等の楽器を演奏し、カービィとリックを怖がらせようとした。しかし、カービィは怖がるどころか音楽に乗せて歌い出したため、返り討ちに遭った。22巻ではお化け屋敷を営んでいるが、使い古された仕掛けばかりでデデデ以外には全く怖がられていない。カービィに改装されたお化け屋敷にて、「デデデ大王がカービィにやられる写真」を見て怖がっていた。
ベニー
14巻ではプププギネス認定員として登場。23巻ではクールスプーク同様、流行語大賞の司会者。そのほか、18巻や20巻ではおもちゃ屋の店員（または店長）として登場していた。
コナー
カービィのコピー能力に詳しい。1巻ではチービィの友達で夢の泉の量を測るなど、カービィとは長い付き合いらしく、19巻でデデデにコピーの使用を禁止されそうになったカービィを助けた。
マスターグリーン
14巻では予言者として登場（このときは髭を生やしている）し、デデデ大王の命令で「食べ過ぎたり歌ったりキャラを吸い込んだりするとたらこ唇になる」という嘘の前触れを嫌々ながらカービィに吹き込むが、プププランドを崩壊に追い込むほどのカービィの禁断症状を予言した際は「今までで一番恐ろしい前触れ」と顔面蒼白になっていた。21巻では料理が万全、25巻ではプププ大学の教授で、ニンテンドーDSソフト『もっと脳を鍛える大人のDSトレーニング』のようなことをカービィとデデデ大王に試させるなど、風刺ネタを使うことが多い。
ソードナイト
22巻ではカービィを弟子にした。滝を真っ二つに割るほどの切れ味を持つ。
ジャングルボム
プププランドの防衛軍軍曹。12巻でカービィと戦ったが負けてしまった（この戦いはデデデ大王がカービィには「ジャングルボムが敵」、ジャングルボムには「カービィが敵」と吹き込んだきっかけで起きた。降伏後、矛盾がばれたためデデデ大王は二人にやられる破目になった）。その後は、18巻でカービィが独立したカービィランドとの国境紛争を防ぐため、危険物の検問人として登場した。
ヘビーモール
遺跡を住処にしていて（家を遺跡風に造っているともとれる）罠を仕掛けることが趣味。デデデ大王の手下だが、クラッコ以前の面々と違ってカービィと戦う事は無かった。1巻では穴を掘るだけではつまらないため迷路のように入り組ませみんなと宝捜しごっこをしたことがある。21巻でも同じような事をやっており、デデデもカービィもまた引っ掛かってしまった。尚、家の更に奥にも洞窟は広がっているが、一度入れば自力では脱出できないほどに複雑で危険。
ガボン
12巻では「どくろ旅館」の主人。旅館共々不気味な雰囲気を漂わせるが、中身は至って普通の旅館と主人である。しかし過度に怖がったデデデとつまみ食いを隠そうとしたカービィの所為で一悶着が起きた。21巻では、ヘビーモールのところに遊びにきたこともある。
ペンギー
第15巻では、かつて金だらいを一日で126個売ったという、伝説のセールスマンだったが、カービィにデデデ大王が作った目覚まし時計を売りにいったときは反対に大量の目覚まし時計を買わされてしまい、デデデの目覚まし時計についてはアドレーヌに1個売っただけで結局諦めた。23巻では、節約好きで有名なペンギーじいさんとして登場した（このときは『夢の泉デラックス』以降のデザインになっている）。8巻では、一日警察官になったカービィに公園に案内して貰うよう道を尋ねていたが、吹き飛ばされて大怪我を負ってしまい、チリーとホットヘッドに病院へ搬送された。
マリエル / バブット / マンビーズ / パクト / ニドー / ペルー
デデデ城の地下に住み着いた不気味なキャラ。リーダーのマリエルは『星のカービィ3』や『星のカービィ64』同様、吸い込んだカービィを気持ち悪くさせた。バブットは集団でナゴを脅した。マンビーズはポピーに包帯を巻きなおさせようとした。パクトはデデデ大王に噛み付こうとした（それ以外でも登場していて（11巻など）デデデ大王でも容赦なく噛み付いてくる猛犬的存在）。ニドーは扉にカモフラージュしてチュチュを脅かした。ペルーは壁に擬態してリックを舐め回した。その後、リック達の努力の結果、地下室がきれいにされてしまったため、一度は出て行ったが、結局は行くところがなかったためにそこに新たに根をはったカービィと共に生活を始めた。
マンビーズとニドーは全くうけない暗いお笑い芸人としても登場している（24巻）。
ビルゲ
23巻でひったくり（食べ物の）として登場したカービィと同じ食いしん坊。おとり捜査で捕まるとデデデを人質に取って自分の解放を要求するが、カービィに吸い込まれ、そのお腹の中で大勢の犯罪者と共に過ごす羽目になってしまった。24巻では早食い大会でホットドッグを52個も平らげた。
チップ
人気小説作家。なかなかアイデアが浮かばない場合は、プププ公園で散歩をしている。新作ができたため、コロロン（後述）に見せようとしたが、コロロンはカービィの編集長になっていた。カービィに人気小説作家の座を奪われるという非遇な待遇を受けた。
コロロン
上記のチップの編集長として登場した。チップの新作を待っているところ、カービィが書いた小説を見て感動し、出版するや否や大ヒットした事でカービィの編集長になる。しかし結局カービィが続きを書けなかったため、今度はデデデの小説を出版するもこちらは全く売れなかった。更にカービィの小説も一時のブームに過ぎなかった事でやがて売れなくなり、二作分の大量の在庫を抱えてしまう。
バードン
9巻に登場。一人称は「おれっち」で、自分のスピードに自信を持っており、人を小馬鹿にした口調で喋る。（カービィのせいで）墜落したクーを嘲笑したため、クーは彼をライバル視するようになった。その後、クーはトレーニングを経て実力と自信を得るも、再びカービィの所為で大怪我を負い、バードンへのリベンジは果たせず終わってしまった。バードン自身はそんな事など知らずその上を悠々と飛んでいた。
ポン & コン
人里離れた山奥に住んでいる悪戯好き。山に来た人をいつも脅かしているが、純粋なカービィやグーイには脅かされている事にすら気付かず、逆に酷い目に遭わされてしまう。最後は正体がバレて直接化け合戦を行うも、無理矢理協力させられて恐ろし気な姿になったデデデに恐れ慄き、怖さのあまり「もう人を脅かしたりしない」と約束した。
ゲーム『星のカービィ3』とは違い、彼らがオスという設定になっているため、彼らの子供も登場しなかった。
ダイナブレイド
三つ子のダイナベイビーを女手一つで育てている。卵を全てカービィに攫われてしまうが、その後カービィによって育てられた子供達と無事に再会する事ができた。しかし滅茶苦茶な育て方をされたベイビーに苦労する羽目になる。
ダイナベイビー　
ダイナブレイドの雛。カービィが誤って持ってきてしまったことがきっかけで、彼らを育てることになった（しかし、カービィよろしく食欲旺盛かつホバリングで空を飛ばせたり、酷い歌声で鳴かせたりなど、滅茶苦茶な育て方をした）。カービィはこの子達の名前を「パピー」、「プペー」、「ポー」と名づけた（クー曰く「変な名前」）。
バウンシー
16巻にて、つぶれそうなプププ遊園地を営んでいる3代目支配人として登場した。近くに「ゴージャスランド」という巨大遊園地が出来た事で閉演を決定するも、そもそもアトラクションは紙でできたレールを走るジェットコースターと滑車の形をした観覧車、極めつけに角を1回曲がるだけで終了する迷路と、安普請なものばかりだった（一応、ゴーカートとコーヒーカップはまとも）。デデデ曰く「よく3代も持ったデ」。カービィが改造を申し出るも悉く失敗し、迷路拡張のつもりで掘った穴から地下水が噴出した所為で水浸しになってしまう。それをカービィのコピー技で大袈裟に演出した川下りに応用した事で客足が戻り、結果的に潰れずに済んだ。
タイトルの一枚絵ではカービィと一緒に居るシーンで、横に「バウンシー1回100円」という札がある。2巻でもモブキャラクターとして1シーンのみ登場している（ただし、姿はバウンシータイであり後の16巻と異なり口は無い）。
ヌラフ
3巻ではデデデ大王の命令で取りに行った薬草をリック達を妨害したが、リックに張り手ニードルで返り打ちにされ、今度は爆弾を投げつけるも、リックがカインを運動会の玉入れに仕立てたことでそちらへ誘導させられた。（喋り方からみるとメスである）。7巻ではネリーの母親で母の日にネリーからカーネーションをもらった。
グリゾー
5巻ではデデデの悪巧みでリックの偽者に扮し、カービィ達にイタズラを仕掛けてリックと仲違いさせようとした。食欲も力も芸もリックと互角。見た目は全く違うのだが何故かカービィ達は全く気付かず、そればかりかどちらが本物か競う流れになると明らかにグリゾーが依怙贔屓されていた。しかしクーが髭の有無に気付いた事を皮切りにようやくカービィ達がリックとグリゾーの外見が違う事に気付いたため、全て白状した（ただし、「大王様の命令だったから自分は悪くない」と悪びれもせず言い放った）。
22巻では、カービィと同じリンゴ好きで、リンゴ祭りに参加していた。カービィとのリンゴ早食い対決ではカービィの吸い込みの速さを凌ぐ手捌きでリンゴを奪い、互角の戦いを繰り広げた。判定の結果の引き分け再試合(結果的に大食い対決となった)でもカービィをあと一歩の所まで追い詰めた。登場するごとに口調が変わっている。
ナックルジョー
第6巻の第3回格闘王決定戦ではカービィ、デデデと対決。その際にカービィによって自分の頭を剣山にされた。最後はデデデが隠し爆弾で二人まとめて始末しようとし、爆発でカービィは倒れるも、ナックルジョーはカービィの口の中にいた事で助かり、デデデを殴り飛ばした。それによって最終勝者となったものの、自分を庇ったカービィに勝ちを譲った（実際は庇った訳ではなく、デデデが誘導のために投げたリンゴを食べようとしてナックルジョーを一緒に吸い込んだだけ）。
第18巻では、格闘王大会に出場するデデデを鍛えた。その結果、デデデはカービィとも渡り合うほどの実力を得たが、何故か最後は二人仲良くダンスを踊る流れになってしまい、特訓は無駄に終わった。第14巻では体を張った反省を使う詫びの達人として登場した。地獄のデスマッチにも参加しているがグーイの舌パンチでダウンした（25巻）。
ヤバン
ジャングルに住んでいる密林の狩人で、ターザンの如き野生児。カービィ気球で世界一周しようとしていたデデデ達（カービィが空腹でしぼんでしまった為に墜落）と出会い、プププランドまでついてきた。コピー能力を使ったカービィを「自然をあやつる神の化身」と呼んだ。
ワンパ
ふさふさの体毛が自慢。寒さにも強く、羨ましがったデデデ大王を体毛で温めた。この体毛で温まった者は寒さを感じなくなるが、代償として徐々に毛に覆われ、最後はワンパと同じ毛むくじゃらになってしまう。そのため、温まってしまったデデデ大王はどんどん毛むくじゃら化が進んでしまい、他のメンバーにも寒さに苦しむか毛むくじゃらの仲間になるかの二択を突きつける。しかし何故かカービィは毛ではなく電飾などの別の物が生えて効果が無く、しつこく迫ったために最期はカービィに吸い込まれた。その結果、カービィは「アイス」をコピーして冷え切ってしまい、寒さのあまり我を忘れて周囲を凍えさせてしまった。
20巻では幅広いビジネスを展開する社長として登場。そのほか、レストランのオーナーとしても登場している。
バーニンレオ
4巻で初登場。体だけではなく性格まで非常に暑苦しく、夏バテした人を見るとむかつくらしい。4巻ではカービィとファイア対決をし、最後はカインが対決の巻き添えで干からびた事で怒ったカービィに敗れ、友情を築いた（そして周囲は焦土と化した）。8巻ではホットヘッドらと雪合戦を繰り広げ、直後にファイア対決をしたがそのせいで雪だるまとなったデデデは苦しむことになった。18巻では以前のような暑苦しさは影を潜め、プププ応援団の団長をしている。自分の体調は応援で良くなるらしい。21巻ではホットヘッド、Mr.ブライトと共に夏チームを結成し、クラッコ率いる冬チームと戦争を繰り広げた。
ドゴン
11巻ではデデデ大王がポピーの代用として雇ったボディガード。24巻では自給自足（カービィとデデデ大王はその四字熟語を知らなかった）の生活をしている。家と電気を自分で作ってテレビ番組も自分でやりままごとも自分でやるそうだ。デデデ大王が一人で出来ないこと（一人で留守番ができない、一人で買い物に行けないなど）を言い当てた。ほかにも野球選手などたくさん活躍している。25巻では、カービィと入れ替わったデデデに「役立たず」や「つまらねー奴」などの罵言を言われた（デデデ大王が能力をコピーしようと吸い込んだが、スカだったため）ことに激怒し、リック、クー、スカーフィと共に元の体に戻ったカービィを執拗に追いかけた。
プクラ
23巻のタッチ!カービィの話でカービィの行く手を阻んだ敵キャラ。
ロロロ & ラララ
8巻の江戸時代の話でカビ吉（カービィ）が居候している家の父親（ロロロ）と娘（ラララ）として登場。その他ではカップルとして稀に登場する程度。
ポロフ
野菜を一口かじっては別のものに手をつけるという意地汚い食べ方で畑を荒らしていたためデデデ大王に捕まったところを、カービィに助けられた（実際は、「（こんな食べ方されるくらいなら）カービィのように豪快に食われた方がマシだ」というデデデの発言にカービィが応じた際、一緒に吸い込み、食べ物じゃないからといって吐き出しただけ）ことでカービィを恩人だと受け止める。カービィにリックの昼食を盗んで食べさせようとしたり、クーの羽を盗んで羽毛布団をあげようとしたりして、恩返ししようとした。そして寝違えたカービィをマッサージし、デデデに襲われそうだったところを気持ち良くなって歌を歌ったカービィに助けられた。
ゲストキャラの中では珍しく言葉を話さないキャラで、「ポロ〜」としか喋らない。度々モブとして登場している（15巻の12話では手が付いている）。
カパー
10巻ではデデデ大王の影武者として登場した。ポピーから「ちょっと無理がある」と指摘されたが、デデデ大王は「他に似てる奴いないんだもん」と返答した。また、話し方も京都弁であることも相まって、ポピーに「3秒でばれる」と憂慮されていたが、なぜかカービィ達とは自然に会話が成り立っていた。その後もカービィ達にばれないようにごまかす際、マヌケな行動をとってデデデ大王だと納得させた（ポピー曰く「何であれで納得したのか、また新たな疑問が…」）。結果的にはデデデ大王本人が影武者をやったのに対しデデデ大王の顔と本人の顔を切り貼りして王位を奪ったが、本物のデデデとは違いカービィにやられなれていないため、自分だけカービィのハンマー攻撃を慌てて避けたことでカービィにばれた。9巻ではニンテン商事の社長として登場したほか、24巻ではプププ池の見回り人として登場した。25巻では準備の達人として登場し、どんなトラブルにあってもいろいろと準備している（なぜか警官までリュックの中に入れている）。
カニィ
12巻ではカニスマ（カリスマ）美容師として登場。髪がないことをコンプレックスにしていたデデデの目論見でカービィに吸い込まれて美容師の座を奪われ、カービィがダークマターを怒らせて化けの皮が剥がれた直後に姿を現し、カービィによって出鱈目にカットされた客を「ひどいヘアスタイル」と驚いたが、カービィ達と共に被害者に追いかけられた。25巻では、カラオケ機能付き扇風機や多機能リモコンを開発した開発者として登場した。12巻では女々しい口調、25巻では語尾に「カニ」を付けて話していた。
ワポッド
今作では髭を生やして杖を持った老人姿。12巻では2000という言葉が好きな「二仙人」として登場。西暦2000年を記念して「2000年前に作られた壺」から現れる。2000という数字に関わる何かを達成した者には褒美を与え、一つのスリッパを2000日履いたり通算2000発目のおならをしたデデデ大王に、2000粒の米や2000円分のさつまいもをあげた。その後、カービィが2000人のキャラを吸い込もうとし、あと一人というところで彼だけとなってしまい「また2000年後に会おう」と言って壺に逃げ帰ってしまった。そのほかにも、デデデ大王に彼の夢の中で「プププ山のふもとで温泉を掘り出せ」というお告げを与える場面にも登場している。
星くん
19巻に登場。沢山の賞状や感謝状を持っている。ゲーム『カービィのきらきらきっず』のゲームボーイ版でデデデ大王に体（スーパーファミコン版では力の源である星のかけら）をばらばらにされてしまったことがあったが、その設定は無い。ゲストキャラクターの中では唯一ゲーム内での立場がゲストとはいえ、カービィの仲間キャラに分類されるキャラである。初登場時のコマには「ねんのため スタフィーじゃありません」という注意書きが添えられている。
ナイトメア
12巻ではデデデ大王に「This is a pen!!」と自慢してくる外国人（1コマだけ）、13巻では閻魔大王として登場。本作ではナイトメアウィザードの姿で登場している。
ダークマター / リアルダークマター
11巻で初登場し、プププランドを侵略しようと企んだ（カービィからは、「マターちゃん」と呼ばれていた）。初対面のデデデ大王を「デデ大王」と間違えて呼んだうえに「いい加減で意地悪、足が臭そう」「人の上に立つ資格なし」などと的確に批判した。最終的にデデデに問答無用の勝負を挑んだが、意識を取り戻したグーイの下で顔面を強打され、宇宙の彼方へと飛ばされた。12巻でも美容師のカニィに散髪してもらう為に再登場したが、カニィに化けたカービィに髪の毛を全部切られ、デデデに責任を取らせる様に迫った。その真の姿であるリアルダークマターは、消しゴムショックで賄賂を行った政治家として登場したぐらいしか出番がない。
仮の騎士の姿でも目は一つである。また、デデデの思惑を読み取ったグーイに「鬱陶しい髪型、時代遅れのゴーグル」と散々自分の身なりを見下されたり、カニィに変装したカービィに髪を全部切られ丸坊主にされ、さらに花を活けられたときに激怒したりしたことから、仮の姿の方を自身は気に入っているようである。
「時代遅れのゴーグル」の台詞は執筆段階では「なんだその目は、ザクかおまえは！」だった。
ドロシア
23巻に登場。本作では仮初の姿であるドロシアソーサレスの姿で登場しており、ドロシアソウルの姿は見せていない。カービィとワドルディをボールに変えた。カービィ達の到来を待っていたが、コースで遊んでばかりで先に進まない彼らにしびれを切らし、自ら赴いて来た。そこでようやく対決になるかと思いきや、実はくしゃみとすると魔法が解ける仕組みだった為、戦わずしてカービィに元の姿に戻られてしまった（デデデは「本当の戦いはゲームでやってね」と断りを入れていた）。作中では「魔女」としか呼ばれず、名前は出ていない。
ガブリン
ウルル編に登場。植物の怪物で、幼少の頃に虫取りに出かけたデデデとポピーに襲い掛かる。ポピーを丸呑みするが、「マーくん」の声を聞いて奮起したデデデに倒された。
モソモソ
ドタタ編に登場。毛玉のようなキャラクター。本作では図書館長を務め、何かと物音を立ててしまうカービィに注意する。やがて居眠りしたカービィにデデデや他の利用客共々吸い込まれるが、カービィの口の中が静かで落ち着くということで利用客はそのまま読書を再開してしまい、今度は慌てて騒ぐデデデに注意していた。

## メタナイト軍団
メタナイト
2巻ではデデデ大王の部下でカービィに礼儀を教えようとするが彼のコピー能力に翻弄されて失敗に終わり、逆にカービィを慕うようになってしまった。この頃は後の代名詞のマントや装甲は装備せず、非常に生真面目な性格で、デデデにとって頭のあがらない存在だった。自堕落な生活を送っていたデデデ大王を見兼ねて生活習慣から礼儀作法まで鍛え直したときも、漫画のコマ割りまできっちりとなっていた。その後、デデデ大王が作ったレストラン「デデーズ」にも来ている。2巻や8巻（一部）では原作のような白目とは異なり、カービィのようなキャッチライトの入った黒目をしていた。8巻では原始時代の話でプププ村をメタナイト軍団で襲撃した。11巻ではデデデ大王を胡椒まみれにしようと新型ミサイルの発射を企む（「（中身は）火薬じゃないの?」とチュチュに問われた際「そんなの使ったら死んじゃうだろ!!」と答えていた）。ゲーム版やアニメ版でのクールな印象とは異なり、かなりマヌケな面が目立つ。13巻ではプププランドを征服しようとしたものの、巨大化したデデデのくしゃみであえなく退散した。一度仮面が割れてカービィたちに素顔を見られそうになったことがあるが完全に見せてはいない（11巻）。コロコロコミック時代は侵略者役が多く、登場回数は少なめだった。むしろ後述のメタナイトの配下であるメタナイツの方が出番が多い。
コロコロアニキでの連載再開後は原作での人気を受けて準レギュラーに昇格し、キャラクター像も原作に近い「クールでミステリアスな剣士」として描かれるようになった。作中でも雑誌やCMに引っ張りだこの人気者となったが、今度は仮面をうっかり落として能面やうるおいパックで代用するといった更にマヌケな一面を見せた（仮面のスペアは沢山ある）。リボンに惚れられた事もあったが、子供扱いして歯牙にもかけなかった。実はヒーロー然としたイメージは演じている部分が大きく、内面はかなり怖がりだったことが明かされている（ルララ編）。また、自室では仮面を外している。作者は「いっぱい出したい。でもリアクションや表情を伝えるのが難しい」と語っている。
メタナイツ
メタナイトに仕える騎士4人衆を指す。主であるメタナイトよりも出番が多く、主にチンピラや犯罪者等の悪役が多い。
アックスナイト
当初はデデデ大王の手下だった（1巻）。7巻・13巻では死神として登場した。デデデ大王曰く「ちっちゃい死神」。
メイスナイト
当初はデデデ大王の手下だった（1巻）。17巻ではバッツとプロペラーと共にアドレーヌとリボンに絡んでいたが、逆に彼女たちに叩きのめされた。18巻では、ソードナイトと共にキャピィをいじめていたが、カービィの応援で逃げた。
トライデントナイト
当初はデデデ大王の手下だった（1巻）。
ジャベリンナイト
当初はデデデ大王の手下だった（1巻）。上記の3人と比べて出番が少ない。
水兵ワドルディ
8巻の原始時代の話で、メタナイトと共に登場。
バル艦長
同じく原始時代の話で、石で作られた戦艦に乗ってメタナイトと共に登場したが、登場したのは1コマだけである。

## 作中に登場したオリジナルキャラクター
しし座
1巻に登場。宇宙空間でデデデ大王がスターロッドで描き、本物のライオンとなって具現化した。カービィに襲いかかるが火の輪くぐりをさせられ、上に跨っていたデデデ諸共ダメージを食らう。
ホール
1巻に登場。デデデ大王が宇宙で仲間にしたブラックホール。吸い込む力はカービィの吸い込みを上回るが、チービィの策略でカービィにおはぎと間違われて吸い込まれてしまった。デデデ大王の宇宙船をバラバラにしたり、それに対して文句を言った大王を睨みつけたりなど、彼に対しての忠誠心はない（チービィ曰く「本当に仲間なんか…？」）。
ペポ
3巻に登場。カービィが読んでいた絵本「まほうつかいペポの大冒険」に登場する主人公の魔法使い。呪文は「ペポラス ペポラス」。
恐竜の親子
7巻に登場。釣りを止めて帰ろうとしたデデデ大王が偶然発見した。その翌日にカービィの歌で陸に打ち上げられた。捕獲して見世物にしようと子恐竜だけでも捕まえようとしたデデデ大王を、親恐竜がカービィと協力して懲らしめた。カービィは親恐竜を勝手に「怪獣ペポゴン」と呼んでいた。
パンパンマン
7巻の4コマに登場。アンパンマンのパロディで見た目も非常にそっくり。お腹をすかせた子供に自分の顔を食べさせてくれる正義のヒーロー。カービィがこれを真似て、ワドルディにリンゴの芯を与えたが「いらんわ…」と断られた。
T.（タイム）チクタク
8巻に登場。Mr.チクタクの兄弟で、時間を操ることができる。カービィを叩いておじいさんにしたり、肩を揉んで赤ちゃんにしたりしたことがある。どちらもデデデ大王がカービィの弱体化を目論んでさせたものだが、おじいさん化は吸い込み力が弱くなったことを除いてはキビキビと動いていたため、ほとんど効果はなく、それどころか長々と説教されたり歌を延々と聴かされたりするなど、変わらず振り回されることになり、大王のほうが老け込んでしまうことになる。赤ちゃん化でも、カービィに泣かれてしまったことで大王があやす羽目になり、ますます老け込んでしまうというオチで終わった。そのため、「やっぱり（カービィを）もとに戻しましょう」と最後のコマで口にしていた。
ピッカー
10巻に登場。流れ星の子供。「星くん」とは別人である。カービィ同様わがままな性格。引力が強い。カービィたちと仲良くなったが、自らを犠牲にして巨大彗星とぶつかり爆散した（死んだと思われたが、実は生きていて10人に増えた）。水に弱い。「ピッカー」としかしゃべらない。
巨大彗星
同じく10巻に登場。凶悪な顔をした彗星で、デデデ城の何十倍もの大きさを持つ。プププランドに追突しようとしたが、前述のピッカーの捨て身によって爆散した。
万年氷
10巻に登場。普段はヒエヒエ神社に祭られて動くことはないが、カービィとグーイにかき氷にされて食べられた恨みを晴らすために動き出し、ポピーとリックとクーとデデデ大王にたたりを起こすも、食べ損ねたカービィに吸い込まれてしまう。その後は、アイスをコピーしたカービィにデデデ大王ごと凍りづけにされて、二度とたたりが起こらないように祭られた。
鬼のお面
11巻に登場。デデデ大王の倉庫に所蔵されていた、何百年も前に作られたものだが、実は意思を持っており、昔から豆をぶつけられてきたことに怨念を抱いている。弾みで被ったデデデ大王にそのまま憑依し、自分で外せないうえに天罰をデデデに振りかけカービィ達を困らせたが、最後はカービィの歌を聴いて砕け散った。鈴木その子風にメイクアップされたこともあった。
アドレーヌの描いたデデデ大王達
12巻に登場。アドレーヌの描いた様々な姿のデデデ大王達が、キャンバスを抜け出して実体化したもの。ポピーに偽者と間違えられて機嫌を損ねた本物のデデデ大王が腹癒せに消そうとしたが、全員デデデ城を脱走し散り散りになってしまった。最後は本人から大王の座を奪おうと反乱を起こしたが、同じくアドレーヌが描いたカービィ達にこてんぱんにされ、キャンバスに戻された。見た目・性格共に本人とは大きくかけ離れているが、「カービィに弱い」という点では皆共通しているようである。真面目なデデデ大王以外は、アドレーヌが遊び半分で描いたものである。
真面目なデデデ大王は、キャピィを虐めていたボンカース達を叩きのめし反省させ、助けようとしていたクーを褒め称え忠誠心を芽生えさせた。威厳のある表情をしており、ポピー曰く「本物より存在感がある」。一人称は「わたし」。
棒人間のようなデデデ大王は、デデデ城から脱走した後にカービィとぶつかり、それをきっかけに友達になり仲良く遊んでいた。本人と違い、常に敬語で話す穏やかな性格である。一人称は「わたし」。
スラリとした美形のデデデ大王は、チュチュと一緒に財布を探してあげた。紳士的な性格。
ピエロのようなデデデ大王は、道化宛らの言動でリック達を笑わせて人気者になった。本人は「らくがきデデちゃん」と名乗っていた。一人称は「おいら」。
頭足人のようなデデデ大王は、カインと仲良くなった。最初は頭上に小さなデデデ大王の頭が乗っかっていたが、わずか数コマで消えた。
ファーピィ
14巻に登場。デデデ大王が苦労して入手した限定品のペットロボットだが、カービィの歌を聴き、コンピューターが狂い出してバラバラに壊れてしまった。カービィに猫耳と首輪を付けたような姿をしている。持ち主の声にしか反応せず、音楽を聴かせるとダンスを踊る。また、経験値を積ませると言葉を話すようにもなる。ブービィという類似品が存在する（違いは鼻と鳴き声）。元ネタはファービー。
ツムちゃん・ミドちゃん
25.5巻に登場。カービィがフレンズにしようとしていた普通のカタツムリとミドリガメ。

## モブキャラクター
ブロントバート
プププランドを飛びまわっているザコキャラ。1巻ではわずかな資金のためのRPG風の敵として登場し、お金稼ぎ目的でカービィに攻撃された。17巻ではデデデに借金(300円)の取り立てをしていた。7巻ではカービィにゴルドーと共にシニヨン代わりにされた。9巻ではリックにピッチの憧れの的として薦められたが、「雑魚キャラは嫌だ」と断られ、顔を顰めていた。
スパーキー
最初は体の上の二つの球体が目玉になっているといったデザインだったが、途中から本体に顔があるように描写されるようになった。カービィのコピー能力の実験材料にされることもしばしば。作中のほかのキャラクターデザインはほとんど大きく変わらない中で、大幅なデザイン変更が行われた数少ないキャラクターである。
パラソルワドルディ
13巻でカービィに「武器所有税」を徴収されていた。普通のワドルディが頻繁に登場するのに対し、こちらは一コマしか登場しない。
キャプテンステッチ
12巻ではボンカースとクールスプークと共にキャピィをいじめていたところをクーに止められ、アドレーヌの描いた真面目なデデデ大王に叩きのめされて反省させられた。
グランドウィリー
レースではデデデ大王が彼に乗ってズルして勝とうとしていた（1、2巻）。デデデ大王がカービィからラッキーを取り返す作戦でも登場した（しかし、標的であるカービィにハイジャンプでラッキーごと逃げられてしまい、ラッキーを救おうとしたデデデ大王を轢いてしまった）（2巻）。そのほかには、デデデ大王が彼を4体も連れて独立したカービィを嫌がらせした（18巻）。
ウィリースクーター
1コマのみ背景として登場。
ボンバー
1巻では「かけっこ一本勝負」のスターターとして登場。自らを点火し爆発で合図を出した（後に2巻の鉄人レースでも、司会のクールスプークに点火され同様にスタートの合図代わりにされた）。2巻では地中に集団で埋まっており、財宝を掘り当てようとしていたデデデ大王とポピーを巻き込み自爆した。3巻ではデデデ大王の暗殺者（実際は存在しなかった）を自爆で捕獲する為に警備隊として大王の部屋に配備されていた。しかし、バーニングをコピーしたカービィの炎に引火し爆発してしまう。5巻、19巻では1コマだけ登場し「クラッシュ」をコピーされた。
ブリッパー
プププランドの池で泳いでいる。よく空気と化していることが多い。
ボビン
登場回数が極めて少ない。1コマだけカービィに如雨露代わりにされたことがある（18巻）。
グランク
ゲームでは動かないが、空中に浮いて移動する。首吊り自殺しようとしたカービィに踏み台代わりにされたことがある（5巻）。一度チュチュに触手を花占いに使う花のようにちぎられたことがある（10巻）。
ウィザー
一つ目であり、オバケ軍団に入っている。
モニィ
難破船を発見し怖がっているスイートスタッフを見て「あんたの方が怖いよ」とツッコミを入れた。
アクロ
18巻で一コマのみ鯉のぼりにされた。
ファッティホエール
ポピーの憧れの存在（4巻）。5巻では握り寿司のネタにされた。18巻では上記の2匹（スイートスタッフ、アクロ）同様、鯉のぼりにされた。
ジョー
10巻では大きく膨らんだカービィを見て驚いた。18巻では、デデデを襲ったがカービィによってデデデ共々叩きのめされた。
パラソル
1巻ではカービィにクリスマスツリーの飾りにされた。
ケケ
空気と化していることが多い。13巻では天国にいる天使として登場しているほか、21巻ではウェイトレス、22巻ではティッシュ配りのバイトだったりする。
カプセルJ
初登場したのは5巻の1コマだけで登場早くもカービィに吸い込まれ「ジェット」をコピーされた。
ウィスカース
出番は極めて少ない。ケケと共にクーのファンとして登場することが多い。
スカラー
オバケ軍団の一員。5巻ではプププランドの南にある秘境で飾りになっていた。
ミスター・P・アンプキン
オバケ軍団の一員。22巻ではブーラーやマンビーズと共にお化け屋敷で働いている。
ハーリー
あまり出番がない。
ドリフター
2巻の鉄人レースではカービィとリックを妨害したが、リックに吸い込まれてパラソルをコピーされた。3巻でも敵キャラとして登場。
フラッパー
鉄人レースでクラッコと共にデデデ大王を運んだ。デデデ城をお化け屋敷にしたときにも登場している。
ブーマー
2巻の鉄人レースでデデデ大王にカービィの妨害を命じられた。
パフィ
空気と化していることが多く、出番は少ない。
パサラ
11巻ではデデデ大王の花粉症の原因として登場。カービィはクリーンの能力で追っ払うも、バイキンや余計な物まで追っ払ってしまった。
ツイスター
1巻では、デデデ大王のゲームセンターにある巨大ピンボールの中の敵として登場し、カービィにトルネードをコピーされた。空気と化していることが多い。
シャッツォ
3巻ではカインの口の中で弾を撃っていた。
カウカン
鉄人レースでクラッコたちと共にデデデ大王を運んだ。
レーザーボール
1巻では水晶玉に擬態してカービィをレーザーで攻撃した。
バブルス
4巻ではてるてる坊主にされたことがある。6巻では、背が伸びたカービィに吸い込まれた（コピーしたせいで元の体型に戻ってしまった）。
ラブリー
ウィリーに轢かれそうになったところ、デデデ大王に助けてもらったことがある（12巻）。5巻では、バナナの皮を舐めているカービィを見て「意地汚い」とジト目でツッコミを入れている。
ツイジー
2巻では1コマだけ伝書鳩として登場した。当初は頻繁に登場していたが、3巻以降から出番がなくなってしまった。
クラックツィート
5巻に登場。グリゾーに殴られ気絶しているカインを「相変わらずボーっとしている」と呆れていた。
ボテン
背景キャラとしての役割が多く、よくサボテンの上にいる。
オロ（オロサ）
13巻ではリボンに「変」呼ばわりされた。
ポポン
オロサ同様、リボンに「変」呼ばわりされた。
ガンサン
あまり出番がない。
プテラン
背景として登場していることが多い。
ウィスピーJr.
14巻に1コマだけ登場し、育てるねんどでできたカービィの息子に「かい〜の」をされた。
クラッコJr.
クラッコと共に背景として登場することが多い。
ネリー
7巻のみ登場。母の日に、ヌラフにカーネーションをプレゼントした。
ボボ
初登場の9巻ではグーイがカービィにコピーを見せる時に飲み込まれた（このとき抵抗していたが、グーイの変顔を見て油断してしまった）。18巻ではバーニンレオ率いるプププ応援団の団員として登場している。
ハヤマ
16巻の1コマのみ登場。
プット
ハヤマ同様、1コマのみ登場。
コンセ
14巻ではチリーと共にカービィ吸い込まれ、アイス+スパークをコピーされた。
ラッカ
上記の2匹同様、1コマのみ登場。
ブキセット
10巻の1コマだけ登場。
アポロ
登場したのは13巻の1コマのみで、巨大化したデデデ大王に踏み潰された。
カブー
1巻ではチービィの友達。「お楽しみショー」と称してファイアーライオンと戦わされたことがある。勝敗は不明。
デンドン
近付くと突然落ちてくる。カービィに空き缶潰しに利用された。
ユーフォー
1巻ではチービィの友達。初登場と同時に、了承もまだしていないのにカービィに吸い込まれ、「ユーフォー」をコピーされた。
サーキブル
9巻では「プププ商事」の社員として登場し、カービィに書類のコピー（複写）を頼むが、「コピー」の意味を履き違えたカービィに吸い込まれた（おまけに書類はカッターで切り刻まれてしまった）。場合によっては目があったりなかったりする。
フレイマー
ほぼ空気と化して登場していることが多い。1巻ではカービィに吸い込まれ「バーニング」をコピーされた。
ビバコ
16巻でマラカスブームの名人として登場。
カブーラー
7巻で花火大会の宣伝のみ登場（この時は大砲が拡声器に替えられていた）。
カーラー
1コマだけ登場。
ヒートファンファン
1コマだけ登場。
ミックン
14巻ではボボと共にカービィ吸い込まれ、バーニングボムをコピーされた。20巻では小さな店の店長として登場した。それ以外にも空気として登場したことがある。
マイン
14巻で初登場したカインの妻（カービィは、カインが結婚していたという事実をスポーツ新聞で初めて知って驚いていた）。が、夫婦に関するエピソードは特に描かれておらず、以降マインが登場したのは24巻第8話だけだった。
ピッチママ
18巻に登場したピッチの母（1コマのみの登場でセリフも一切なし）。25巻では作中に直接登場していないものの、ピッチにお使いを頼んでいる。
『3』に登場した仲間キャラの関係者で本編に出てきたのはマインとピッチママだけであった。

## 星のカービィシリーズ以外の人物
本作では、星のカービィシリーズ以外の作品のキャラクターや実在の人物がカメオ出演している。
マリオ
5巻の4コマに登場。帽子をカービィにコピーされた。本人は「返せー」と突っ込んでいたが、頭部分はフキダシで隠れていた。15巻や『傑作選 デデデ編』の4コマでもカービィがマリオに扮している（コピーしたものではない）。
加藤茶
5巻第8話に登場。デデデ大王が観ていたテレビ番組に登場。元ネタ同様にエンディングで「歯磨けよ!」と言っていたが、デデデはそれを無視して寝た結果、虫歯になってしまった。
マツイヒデキ
同じく5巻第8話に登場。カービィが「麻酔」と「マツイ」をかけたボケをかましたときに1コマだけ出演。何故か画面の遠くからボケていた。
カビゴン
7巻の4コマに登場。顔だけ隠されている。名前を忘れたクーにカービィは身を張って岩に頭をぶつけた（「カービィ」と頭をぶつけた際にでる擬音「ゴン」で「『カービィ』＋『ゴン』＝『カビゴン』」のダジャレ）。
ピッピ
8巻第1話に登場。ただし本物ではなく、一日警察署長を務めるカービィが、交番を留守にする際に使った人形。
いかりや長介
9巻第2話に「デデデ大王の唇が厚いのはドリフのいかりやさんと親戚同士だから」というカービィのボケで登場。デデデとお揃いの帽子を被っていた。
桂三枝
盲腸で入院中のデデデ大王が観ようとしたテレビに映っていたが、安静にするよう言われていた手前、笑いそうになったためすぐに消した。
フシギバナ
9巻の4コマに登場。頭頂部に花を生やしたカービィを陰からライバル視していた。
野村克也
14巻第4話に金像として登場。元はデデデ大王の像だったが、カービィにリサイクルと称して溶かされ、阪神タイガース監督時代の彼の像に形を変えられてしまった。
ピーチ姫
『傑作選 デデデ編』の4コマに後ろ姿のみ登場。マリオに扮したカービィに何度も「桃」呼ばわりされ呆れていた。
ひかわ博一
『傑作選 デデデ編』の4コマに登場。この漫画の作者。「ピ」と書かれたバンダナを頭に巻いた初老の男性風のバウンダーをモチーフにしたデザインとなっている。カービィがアシスタントとして手伝いに来たが、契約書には自分勝手な事ばかり書かれた上に多額の報酬を要求された為、追い返した。連載再開後のエピソードでは稀に画面外からコメントする事がある。